# Liga Boliviana de Básquetbol 2014
La Liga Boliviana de Básquetbol 2014 (Libobásquet) fue la primera temporada del máximo torneo de básquetbol en Bolivia, organizada por la Federación Boliviana de Básquetbol.
Bajo el apoyo de 10 clubes en el país el 21 de marzo se inauguró la creación de la Liga Boliviana de Baloncesto teniendo su acto de inauguración en la ciudad de Oruro.
La temporada tuvo 2 torneos: El torneo apertura inaugural con 10 equipos y el segundo torneo ya con 12 equipos.
El campeón del Torneo Apertura clasificó a la Liga Sudamericana de Clubes 2014.

## Temporada 2014
Con una iniciativa que se inició el año 2013 bajo la organización de la Federación Boliviana de Básquetbol por primera vez se creó una liga nacional de baloncesto en Bolivia.
La primera temporada de la Libobásquet contaría con 2 torneos, el Apertura y el Clausura.
El primer torneo fue televisado parcialmente por Bolivia TV

#### Equipos participantes
| Equipo                                                      | Ciudad                 | Temp | Coliseo                                               | Capacidad      |
| ----------------------------------------------------------- | ---------------------- | ---- | ----------------------------------------------------- | -------------- |
| Universidad Católica Boliviana San Pablo (UCB)              | Cochabamba             | 1    | José Casto Méndez Grover Suárez                       | 10.000 1.500   |
| Club Universidad Mayor San Simón (UMSS)                     | Cochabamba             | 1    | José Casto Méndez Grover Suárez                       | 10.000 1.500   |
| Club Deportivo Peñarol de Quillacollo                       | Cochabamba Quillacollo | 1    | Max Fernández                                         | -              |
| Club Deportivo Cultural La Salle de Tarija                  | Tarija                 | 1    | Luis Parra                                            | 2.000          |
| Club Vikingos de Tarija                                     | Tarija                 | 1    | Luis Parra                                            | 2.000          |
| Club Atlético Nacional (CAN)                                | Oruro                  | 1    | Eduardo Leclere Polo Luis Lazzo Quinteros Coliseo CAN | 10.000 - 1.500 |
| Club Deportivo Cultural Pichincha de Potosí                 | Potosí                 | 1    | Ciudad de Potosí                                      | 10.000         |
| Club Amistad Blacmar de Sucre                               | Chuquisaca             | 1    | Polideportivo Garcilazo                               | 10.000         |
| Club Bolivia Mar (BOLMAR)                                   | La Paz                 | 1    | Julio Borelli Viteritto                               | 7.500          |
| Club Universidad Autónoma Gabriel René Moreno de Santa Cruz | Santa Cruz             | 1    | Gilberto Pareja                                       | -              |
| Los últimos 2 clubes se jugaron solamente el segundo torneo |                        |      |                                                       |                |
| Universidad Mayor San Andrés (UMSA)                         | La Paz                 | 1    | Julio Borelli Viteritto                               | 7.500          |
| Derecho                                                     | Oruro                  | 1    | Eduardo Leclere Polo Luis Lazzo Quinteros             | 10.000 -       |

- Datos desde la temporada 2014

## Torneo Apertura 2014
El primer torneo oficial de la Libobásquet en el país comenzó a rodar el 21 de marzo y culminó el 15 de junio.

### Plantillas Libobásquet Apertura 2014
| Amistad (Sucre)                                       | Amistad (Sucre)                        | Amistad (Sucre) | Amistad (Sucre) | Amistad (Sucre) | Amistad (Sucre) | Amistad (Sucre)                 |
| Num                                                   | Jugador                                | Pos             | PJ              | Altura          | Ciudad Natal    | Edad                            |
| ----------------------------------------------------- | -------------------------------------- | --------------- | --------------- | --------------- | --------------- | ------------------------------- |
| 4                                                     | Ludovic Tshimpanga Ndaye               | A               |                 | 2,00 m (6′ 7″)  |                 | 5 de mayo de 1990 (34 años)     |
| 5                                                     | Carlos Romero Caballero                | A               |                 | 1,90 m (6′ 3″)  | Sucre           | 20 de mayo de 1984 (40 años)    |
| 6                                                     | Adahilton Zurita                       |                 |                 |                 | Sucre           |                                 |
| 8                                                     | Walter Fernando Palma Miranda          | A               |                 | 1,95 m (6′ 5″)  | Sucre           | 08 de junio de 1988 (36 años)   |
| 9                                                     | Joaquín Sandoval Miranda               | A               |                 | 1,89 m (6′ 2″)  | Sucre           | 01 de octubre de 1985 (39 años) |
| 11                                                    | René Antonio Calvo Vidales             | E               |                 | 1,93 m (6′ 4″)  | Sucre           | 19 de mayo de 1993 (31 años)    |
| 13                                                    | Julio Jorge Mendoza Medrano            | B               |                 | 1,66 m (5′ 5″)  | Tarija          | 20 de febrero de 1979 (46 años) |
| 14                                                    | René Guillermo Hoyos Blanco            | P               |                 |                 | Sucre           | 23 de julio de 1995 (29 años)   |
| 16                                                    | Bryan Antonio Tardio Antelo            | B               | -               |                 | Sucre           | 02 de julio de 1989 (35 años)   |
| 20                                                    | Gustavo Alejandro Vargas Flores        | A               |                 |                 | Sucre           | 07 de abril de 1996 (28 años)   |
| 24                                                    | Aaron Nicholas Brown                   |                 |                 |                 |                 |                                 |
| 25                                                    | Carlos Miguel Gutiérrez Rejas          | A               |                 |                 |                 | 20 de mayo de 1984 (40 años)    |
| 30                                                    | Samuel Masson                          | P               |                 |                 |                 |                                 |
| 45                                                    | Randal Holt                            | B               |                 | 1,85 m (6′ 1″)  | Bedford, OH     | 2 de agosto de 1991 (33 años)   |
|                                                       | Victor Mauricio Meneses Gomez          | A               |                 |                 |                 | 23 de abril de 1985 (39 años)   |
| 56                                                    | Lamar Larry Mcknight                   | A               |                 | 1,98 m (6′ 6″)  | Cleveland, OH   | 12 de abril de 1990 (34 años)   |
|                                                       | Alejandro Francisco España Gandarillas | AP              |                 | 1,90 m (6′ 3″)  | Tarija          | 10 de abril de 1982 (42 años)   |
|                                                       | Edwin Copa Caba                        |                 |                 |                 | Sucre           | 23 de febrero de 1972 (53 años) |
| Entrenador: Bernie Tarr / Asistente: Wanderley Zurita |                                        |                 |                 |                 |                 |                                 |

| Bolmar (La Paz)               | Bolmar (La Paz)               | Bolmar (La Paz) | Bolmar (La Paz) | Bolmar (La Paz) | Bolmar (La Paz) | Bolmar (La Paz)                   |
| Num                           | Jugador                       | Pos             | PJ              | Altura          | Ciudad Natal    | Edad                              |
| ----------------------------- | ----------------------------- | --------------- | --------------- | --------------- | --------------- | --------------------------------- |
| 5                             | Arturo Humbero Beckwith Ríos  | P               |                 |                 |                 | 21 de mayo de 1976 (48 años)      |
| 7                             | Walter Eduardo Gongora Gascon |                 |                 |                 |                 | 31 de octubre de 1982 (42 años)   |
| 8                             | Lewis Bernard Leonard         | P               |                 | 2,03 m (6′ 8″)  | Pittsburgh, PA  | 31 de diciembre de 1987 (37 años) |
| 10                            | Marcelo Revollo               |                 |                 |                 |                 |                                   |
| 19                            | Luis Rodríguez                |                 |                 |                 |                 |                                   |
| 21                            | Justin Hamilton               |                 |                 | 1,84 m (6′ 0″)  |                 |                                   |
| 23                            | Mauricio Fernandez Chamo      |                 |                 |                 | Oruro           | 19 de marzo de 1987 (38 años)     |
| 26                            | Fabricio Nuñez Del Prado      |                 |                 |                 |                 |                                   |
| 32                            | Nathaniel Young               |                 |                 | 2,03 m (6′ 8″)  |                 |                                   |
| 33                            | Rodrigo Fernández Chamo       |                 |                 |                 | Oruro           | 30 de julio de 1988 (36 años)     |
| 77                            | Óscar Tordoya                 |                 |                 |                 | Cochabamba      |                                   |
| 88                            | Christian Gironda             |                 |                 |                 |                 |                                   |
|                               | Daniel Mercado                |                 |                 |                 |                 |                                   |
| 6                             |                               |                 |                 |                 |                 |                                   |
|                               |                               |                 |                 |                 |                 |                                   |
| Entrenador: José Luis Revollo |                               |                 |                 |                 |                 |                                   |

| CAN (Oruro)                   | CAN (Oruro)                    | CAN (Oruro) | CAN (Oruro) | CAN (Oruro)     | CAN (Oruro)  | CAN (Oruro)                       |
| Num                           | Jugador                        | Pos         | PJ          | Altura          | Ciudad Natal | Edad                              |
| ----------------------------- | ------------------------------ | ----------- | ----------- | --------------- | ------------ | --------------------------------- |
| 1                             | Mauricio Rodrigo Tola Ríos     | B           |             | 1,84 m (6′ 0″)  | Oruro        | 28 de mayo de 1992 (32 años)      |
| 4                             | Fernando Vallejos              |             |             |                 |              |                                   |
| 5                             | Javier Eduardo Amado Ramos     | B           |             |                 | Oruro        | 27 de enero de 1988 (37 años)     |
| 8                             | Walter Llanos                  |             |             |                 |              |                                   |
| 9                             | Johnny Aguilar                 | AP          |             | 1,90 m (6′ 3″)  | Oruro        | 29 de marzo de 1990 (34 años)     |
| 12                            | Nelson Edgar Fernández Oquendo | P           |             | 1,96 m (6′ 5″)  | Oruro        | 2 de septiembre de 1982 (42 años) |
| 13                            | Jheral Franco Sanjiner Mallea  | B           |             | 1,68 m (5′ 6″)  | Oruro        | 08 de febrero de 1989 (36 años)   |
| 14                            | Fernando Quiroga               | E           |             | 1,81 m (5′ 11″) | Oruro        | 03 de febrero de 1991 (34 años)   |
| 17                            | Darnell Evans                  | A           |             | 1,92 m (6′ 4″)  | Largo, MD    | 20 de junio de 1984 (40 años)     |
| 20                            | Walter René Bordin             |             |             |                 |              |                                   |
| 23                            | Marcelo Melean Challapa        | E           |             | 1,78 m (5′ 10″) | Oruro        | 20 de octubre de 1985 (39 años)   |
| 24                            | Tirone Nared                   |             |             |                 |              |                                   |
| 31                            | Wilson Tito Flores             | B           |             |                 | Oruro        | 31 de agosto de 1994 (30 años)    |
| 35                            | Marvin Esteban Cairo Vives     | AP          |             | 2,03 m (6′ 8″)  |              | 13 de agosto de 1991 (33 años)    |
| 42                            | Álvaro Marcelo Torrez Merida   | A           |             | 1,82 m (6′ 0″)  | Santa Cruz   | 16 de enero de 1978 (47 años)     |
| 33                            | Cristian Rodas Insfran         |             |             |                 |              |                                   |
| 45                            | Tim Parhan                     | AP, P       |             | 2,06 m (6′ 9″)  | Chicago, IL  | 18 de marzo de 1983 (42 años)     |
| 82                            | Marco Antonio Zaconeta Torrico | E           |             | 1,88 m (6′ 2″)  | Oruro        | 10 de febrero de 1982 (43 años)   |
|                               | Jhonatan Carrion               |             |             |                 |              |                                   |
| Entrenador: Alejandro Pepiche |                                |             |             |                 |              |                                   |

| La Salle (Tarija)                                   | La Salle (Tarija)                | La Salle (Tarija) | La Salle (Tarija) | La Salle (Tarija) | La Salle (Tarija) | La Salle (Tarija)                  |
| Num                                                 | Jugador                          | Pos               | PJ                | Altura            | Ciudad Natal      | Edad                               |
| --------------------------------------------------- | -------------------------------- | ----------------- | ----------------- | ----------------- | ----------------- | ---------------------------------- |
| 5                                                   | Víctor Daniel Fernández Ichazo   | E                 |                   | 1,83 m (6′ 0″)    | Tarija            | 17 de diciembre de 1977 (47 años)  |
| 6                                                   | Fabián Montellano Ibarra         | B                 |                   | 1,75 m (5′ 9″)    | Tarija            | 01 de agosto de 1986 (38 años)     |
| 7                                                   | Brighan Dunsthan Espinoza Vargas | A                 |                   | 1,85 m (6′ 1″)    | Cochabamba        | 01 de abril de 1996 (28 años)      |
| 8                                                   | Manuel Cuevas Gallardo           | B                 |                   |                   | Tarija            | 19 de febrero de 1993 (32 años)    |
| 10                                                  | Hugo Richard Ruiz Prentice       | P                 |                   |                   | Tarija            | 16 de octubre de 1985 (39 años)    |
| 15                                                  | Martín Ochoa Castañon            | B                 |                   | 1,85 m (6′ 1″)    | Tarija            | 18 de noviembre de 1994 (30 años)  |
| 96                                                  | Enzo Ruiz                        |                   |                   |                   |                   |                                    |
| 97                                                  | Lucas Arn                        | A, AP             |                   |                   |                   |                                    |
| 98                                                  | Brandon Webster                  |                   |                   |                   |                   |                                    |
| 99                                                  | Charlie Lee Frierson             |                   |                   |                   |                   |                                    |
|                                                     | Daniel Dardo Pelaez Riera        | P                 |                   |                   | Tarija            | 29 de octubre de 1986 (38 años)    |
|                                                     | Gerardo Magnus Arancibia         | E                 |                   | 1,85 m (6′ 1″)    | Tarija            | 01 de septiembre de 1996 (28 años) |
|                                                     | Pablo Riera                      | P                 |                   | 1,88 m (6′ 2″)    | Sucre             | 05 de enero de 1993 (32 años)      |
|                                                     | Marco Joaquín Rojas Jerez        | AP                |                   | 1,87 m (6′ 2″)    | Tarija            | 13 de marzo de 1997 (28 años)      |
|                                                     | Javier Orellana Barroso          | B                 |                   | 1,72 m (5′ 8″)    | Tarija            | 23 de enero de 1995 (30 años)      |
|                                                     | Lucas Bustamante                 |                   |                   |                   |                   |                                    |
|                                                     |                                  |                   |                   |                   |                   |                                    |
|                                                     |                                  |                   |                   |                   |                   |                                    |
| Entrenador: Giovanny Vargas Asistente: Denis Guerra |                                  |                   |                   |                   |                   |                                    |

| Peñarol (Quillacollo)      | Peñarol (Quillacollo)                 | Peñarol (Quillacollo) | Peñarol (Quillacollo) | Peñarol (Quillacollo) | Peñarol (Quillacollo)   | Peñarol (Quillacollo)             |
| Num                        | Jugador                               | Pos                   | PJ                    | Altura                | Ciudad Natal            | Edad                              |
| -------------------------- | ------------------------------------- | --------------------- | --------------------- | --------------------- | ----------------------- | --------------------------------- |
| 1                          | Brandon Maximiliano Antezana Irigoyen | B                     |                       |                       | Quillacollo, Cochabamba | 08 de octubre de 1994 (30 años)   |
| 5                          | Veimar Víctor Parraga Villegas        | A                     |                       |                       | Cochabamba              | 02 de diciembre de 1986 (38 años) |
| 6                          | Pedro Luis Antezana Teran             | P                     |                       |                       | Cochabamba              | 26 de enero de 1989 (36 años)     |
| 7                          | Pablo Gabriel Agreda Villalba         | A                     |                       | 1,93 m (6′ 4″)        |                         | 29 de abril de 1979 (45 años)     |
| 9                          | Luis Alberto Rico                     |                       |                       |                       |                         |                                   |
| 11                         | Marcelo Ramiro Andia Rocha            |                       |                       |                       |                         | 23 de octubre de 1988 (36 años)   |
| 14                         | Óscar Hugo Flores Torrico             | B                     | 2                     |                       | Cochabamba              | 18 de abril de 1987 (37 años)     |
| 20                         | Joseph Stablea                        |                       |                       | 1,98 m (6′ 6″)        |                         |                                   |
| 21                         | Kareem Corprew                        | AP, P                 |                       | 2,05 m (6′ 9″)        |                         |                                   |
| 24                         | Everth Tommy Vila Choque              | E                     |                       |                       | Quillacollo, Cochabamba | 23 de octubre de 1989 (35 años)   |
| 41                         | Ricardo Mijail Vila Choque            | B                     |                       |                       | Quillacollo, Cochabamba | 21 de febrero de 1995 (30 años)   |
| 99                         | Daygoro Cristian Nava Moscoso         | P                     |                       |                       | Cochabamba              | 20 de febrero de 1989 (36 años)   |
|                            | Theo Huxtible                         |                       |                       |                       |                         |                                   |
|                            | Rodrigo Rocha Zambrana                |                       |                       |                       |                         |                                   |
|                            |                                       |                       |                       |                       |                         |                                   |
| Entrenador: Marco Corrales |                                       |                       |                       |                       |                         |                                   |

| Pichincha (Potosí)                                   | Pichincha (Potosí)          | Pichincha (Potosí) | Pichincha (Potosí) | Pichincha (Potosí) | Pichincha (Potosí) | Pichincha (Potosí)            |
| Num                                                  | Jugador                     | Pos                | PJ                 | Altura             | Ciudad Natal       | Edad                          |
| ---------------------------------------------------- | --------------------------- | ------------------ | ------------------ | ------------------ | ------------------ | ----------------------------- |
| 6                                                    | Garland M.C Arthur          |                    |                    |                    |                    |                               |
| 7                                                    | Luis Alberto Fuertes Flores | P                  |                    | 1,83 m (6′ 0″)     | Potosí             | 20 de marzo de 1988 (37 años) |
| 9                                                    | Oscar Alborta Flores        | E                  |                    |                    | Potosí             | 17 de julio de 1990 (34 años) |
| 10                                                   | Gonzales                    |                    |                    |                    |                    |                               |
| 14                                                   | Eddie Jermaine              |                    |                    |                    |                    |                               |
| 15                                                   | Wilson Romay Flores         | E                  |                    | 1,81 m (5′ 11″)    | Potosí             | 08 de marzo de 1988 (37 años) |
| 23                                                   | Phillips Terrick            |                    |                    |                    |                    |                               |
|                                                      | Ronald Erquicia             |                    |                    |                    |                    |                               |
|                                                      |                             |                    |                    |                    |                    |                               |
|                                                      |                             |                    |                    |                    |                    |                               |
|                                                      |                             |                    |                    |                    |                    |                               |
|                                                      |                             |                    |                    |                    |                    |                               |
|                                                      |                             |                    |                    |                    |                    |                               |
| Entrenador: Edwin Bobarin Asistente: Franklin Flores |                             |                    |                    |                    |                    |                               |

| San Simón (Cochabamba)                                                 | San Simón (Cochabamba)        | San Simón (Cochabamba) | San Simón (Cochabamba) | San Simón (Cochabamba) | San Simón (Cochabamba) | San Simón (Cochabamba)             |
| Num                                                                    | Jugador                       | Pos                    | PJ                     | Altura                 | Ciudad Natal           | Edad                               |
| ---------------------------------------------------------------------- | ----------------------------- | ---------------------- | ---------------------- | ---------------------- | ---------------------- | ---------------------------------- |
| 3                                                                      | Jose Revollo                  |                        |                        |                        |                        |                                    |
| 5                                                                      | Pedro Luis Zelaya Montaño     |                        |                        |                        | Cochabamba             |                                    |
| 8                                                                      | Bernardo Olguin Pol           |                        |                        |                        | Cochabamba             | 03 de mayo de 1993 (31 años)       |
| 9                                                                      | Ariel Callau Alvarado         | B                      |                        | 1,80 m (5′ 11″)        | Cochabamba             | 19 de septiembre de 1992 (32 años) |
| 11                                                                     | Axel Veizaga Vargas           | A                      |                        | 1,82 m (6′ 0″)         | Cochabamba             | 28 de junio de 1996 (28 años)      |
| 12                                                                     | Jose J. Martínez              |                        |                        |                        |                        |                                    |
| 13                                                                     | Diego Olguin Pol              | A                      |                        | 1,86 m (6′ 1″)         | Cochabamba             | 26 de abril de 1995 (29 años)      |
| 15                                                                     | Kiyodsyy Balve Perez          | A                      |                        | 2,00 m (6′ 7″)         | Santiago de Cuba       | 27 de junio de 1980 (44 años)      |
| 31                                                                     | Yamil Mattos                  |                        |                        |                        | Cochabamba             |                                    |
| 32                                                                     | Albert Abraham Flores Bascope | AP                     |                        | 1,91 m (6′ 3″)         | Oruro                  | 25 de septiembre de 1991 (33 años) |
| 41                                                                     | Raúl Gutierres Herbas         | P                      |                        | 2,06 m (6′ 9″)         | Cochabamba             | 01 de noviembre de 1988 (36 años)  |
| 99                                                                     | Gene Antony Shipley           | P                      |                        | 2,06 m (6′ 9″)         |                        | 14 de febrero de 1980 (45 años)    |
|                                                                        | Pedro Antonio Gutiérrez López | B                      |                        | 1,76 m (5′ 9″)         | Oruro                  | 20 de octubre de 1996 (28 años)    |
|                                                                        | Nick Brown                    |                        |                        |                        |                        |                                    |
|                                                                        | Diego Silveira                | A                      |                        | 1,96 m (6′ 5″)         |                        | 1989                               |
|                                                                        |                               |                        |                        |                        |                        |                                    |
|                                                                        |                               |                        |                        |                        |                        |                                    |
| Entrenador: Sandro Alberto Patiño Sánchez Asistente: Marcelo Rodríguez |                               |                        |                        |                        |                        |                                    |

| UCB (Cochabamba)              | UCB (Cochabamba)         | UCB (Cochabamba) | UCB (Cochabamba) | UCB (Cochabamba) | UCB (Cochabamba) | UCB (Cochabamba)                  |
| Num                           | Jugador                  | Pos              | PJ               | Altura           | Ciudad Natal     | Edad                              |
| ----------------------------- | ------------------------ | ---------------- | ---------------- | ---------------- | ---------------- | --------------------------------- |
| 1                             | Louis Douglas            |                  |                  |                  |                  |                                   |
| 3                             | Roly Childs              | E                |                  | 1,93 m (6′ 4″)   |                  | 7 de noviembre de 1987 (37 años)  |
| 7                             | Cristhian Camargo Llanos | A                | 21               | 1,96 m (6′ 5″)   | Cochabamba       | 14 de noviembre de 1993 (31 años) |
| 10                            | Ronald Iván Arze Soria   | B                | 19               | 1,75 m (5′ 9″)   | Cochabamba       | 22 de mayo de 1993 (31 años)      |
| 23                            | Daniel Rojas             |                  |                  |                  |                  |                                   |
|                               | Daniel Morales           |                  |                  |                  |                  |                                   |
|                               |                          |                  |                  |                  |                  |                                   |
|                               |                          |                  |                  |                  |                  |                                   |
|                               |                          |                  |                  |                  |                  |                                   |
| Entrenador: Luis Diez Canseco |                          |                  |                  |                  |                  |                                   |

| Universidad (Santa Cruz)   | Universidad (Santa Cruz)        | Universidad (Santa Cruz) | Universidad (Santa Cruz) | Universidad (Santa Cruz) | Universidad (Santa Cruz)          | Universidad (Santa Cruz)       |
| Num                        | Jugador                         | Pos                      | PJ                       | Altura                   | Ciudad Natal                      | Edad                           |
| -------------------------- | ------------------------------- | ------------------------ | ------------------------ | ------------------------ | --------------------------------- | ------------------------------ |
|                            | Flower Nathan                   | A                        |                          | 1,96 m (6′ 5″)           | Walfrod, MD                       | 06 de agosto de 1987 (37 años) |
|                            | Antonio Davis                   |                          |                          | 1,92 m (6′ 4″)           |                                   |                                |
|                            | Marco Antonio Recamo Tubari     | P                        |                          | 1,99 m (6′ 6″)           | San José de Chiquitos, Santa Cruz | 03 de marzo de 1989 (36 años)  |
|                            | Paolo César Ramos Campos        | B                        |                          | 1,87 m (6′ 2″)           | Santa Cruz                        | 31 de julio de 1987 (37 años)  |
|                            | Miguel Ángel Justiniano Claros  | P                        |                          | 1,93 m (6′ 4″)           | Santa Cruz                        | 27 de agosto de 1980 (44 años) |
|                            | Benjamin Vasquez                |                          |                          |                          |                                   |                                |
|                            | Luis Bravo                      |                          |                          |                          |                                   |                                |
|                            | Cristian Pereyra                |                          |                          |                          |                                   |                                |
|                            | José Herland Paz                |                          |                          | 1,88 m (6′ 2″)           |                                   |                                |
|                            | Fernando Ovidio Cadario Pizarro | A                        |                          | 1,84 m (6′ 0″)           | Santa Cruz                        | 28 de marzo de 1989 (35 años)  |
|                            |                                 |                          |                          |                          |                                   |                                |
|                            |                                 |                          |                          |                          |                                   |                                |
|                            |                                 |                          |                          |                          |                                   |                                |
|                            |                                 |                          |                          |                          |                                   |                                |
|                            |                                 |                          |                          |                          |                                   |                                |
|                            | 20 inscritos                    |                          |                          |                          |                                   |                                |
| Entrenador: Ramiro Cuellar |                                 |                          |                          |                          |                                   |                                |

| Vikingos (Tarija)              | Vikingos (Tarija)                 | Vikingos (Tarija) | Vikingos (Tarija) | Vikingos (Tarija) | Vikingos (Tarija) | Vikingos (Tarija)                 |
| Num                            | Jugador                           | Pos               | PJ                | Altura            | Ciudad Natal      | Edad                              |
| ------------------------------ | --------------------------------- | ----------------- | ----------------- | ----------------- | ----------------- | --------------------------------- |
| 6                              | Álvaro Julio Montellano Ibarra    |                   |                   |                   | Tarija            | 1 de agosto de 1986 (38 años)     |
| 8                              | Tracy O'Neal                      |                   |                   |                   |                   |                                   |
| 9                              | Kyle Madison                      | B, A              |                   | 1,96 m (6′ 5″)    |                   | 2 de diciembre de 1987 (37 años)  |
| 11                             | Jorge Alberto Ichazo Moreno       |                   |                   |                   | Tarija            | 29 de noviembre de 1981 (43 años) |
| 12                             | Martin Ignacio Falbo              |                   |                   |                   |                   |                                   |
| 23                             | Grover España Gandarillas         | B                 |                   | 1,83 m (6′ 0″)    | Tarija            | 09 de marzo de 1978 (47 años)     |
| 33                             | Eduardo Daniel Veramendy Ríos     | B                 |                   | 1,70 m (5′ 7″)    | Tarija            | 19 de diciembre de 1979 (45 años) |
| 77                             | Pablo Castellanos                 | P                 |                   | 1,91 m (6′ 3″)    | Tarija            | 06 de octubre de 1996 (28 años)   |
|                                | Manuel Alejandro Puca Valenzuela  |                   |                   |                   |                   |                                   |
|                                | Roberto Soliz                     |                   |                   |                   |                   |                                   |
|                                | Fernando Sebastián Pacheco        |                   |                   |                   | Tarija            | 29 de agosto de 1996 (28 años)    |
|                                | Erick Casso                       |                   |                   |                   |                   |                                   |
|                                | Fabian Antonio Mogro Colquechambi |                   |                   |                   | Tarija            | 1 de agosto de 1978 (46 años)     |
|                                | Walter Ruiz                       | A                 |                   | 1,72 m (5′ 8″)    | Santa Cruz        | 17 de agosto de 1987 (37 años)    |
|                                | Pablo Rodríguez                   |                   |                   |                   |                   |                                   |
|                                | Hans Lacoa                        |                   |                   |                   |                   |                                   |
|                                | Jose Jesus Aguilar Vacaflores     |                   |                   |                   | Tarija            | 8 de mayo de 1993 (31 años)       |
|                                | Yhonny Torrez                     |                   |                   |                   |                   |                                   |
|                                | Daniel Vaca                       |                   |                   |                   |                   |                                   |
|                                | Álvaro Torrez                     |                   |                   |                   |                   |                                   |
|                                | Esteban Barja                     |                   |                   |                   |                   |                                   |
|                                | Genaro Vaca Ibarra                |                   |                   |                   | Tarija            | 13 de enero de 1989 (36 años)     |
|                                | Igor Vargas                       |                   |                   |                   |                   |                                   |
| Entrenador: Fernando Veramendy |                                   |                   |                   |                   |                   |                                   |

- Datos de https://libobasquet.blogspot.com

### Entrenadores
| Listado de entrenadores | Listado de entrenadores | Listado de entrenadores       |
| Equipo                  | Fechas                  | Entrenador                    |
| ----------------------- | ----------------------- | ----------------------------- |
| Amistad                 |                         | Bernie Tarr                   |
| Bolmar                  |                         | Jose Luis                     |
| CAN                     | Todas                   | Alejandro Pepiche             |
| Derecho                 |                         |                               |
| La Salle (T)            | Todas                   | Giovanny Anton Vargas Cadima  |
| Peñarol                 |                         | Marco Corrales                |
| Pichincha               |                         |                               |
| San Simón               | Todas                   | Sandro Alberto Patiño Sánchez |
| UCB                     |                         | Jose Luis Diez Canseco Perez  |
| UMSA                    |                         |                               |
| Universidad             |                         | Ramiro Cuellar Carvajal       |
| Vikingos                |                         | Fernando Veramendy Ríos       |

### Primera fase
Se conformaron los 2 grupos para la primera fase.

#### Grupo A
| Equipo                 | PJ | PG | PP | CF  | CC  | DIF | Pts |
| ---------------------- | -- | -- | -- | --- | --- | --- | --- |
| San Simón (Cochabamba) | 10 | 6  | 4  | 818 | 796 | +22 | 16  |
| CAN (Oruro)            | 10 | 6  | 4  | 875 | 820 | +55 | 16  |
| Bolmar (La Paz)        | 10 | 4  | 6  | 771 | 853 | -82 | 14  |
| Vikingos (Tarija)      | 10 | 4  | 6  | 770 | 809 | -39 | 14  |
| Peñarol (Quillacollo)  | 10 | 3  | 7  | 774 | 829 | -55 | 13  |

|  |                                                       |
|  | Clasificados a los Play-offs por tener mejor puntaje. |

#### Grupo B
| Equipo                   | PJ | PG | PP | CF  | CC   | DIF | Pts |
| ------------------------ | -- | -- | -- | --- | ---- | --- | --- |
| La Salle (Tarija)        | 10 | 7  | 3  | 814 | 766  | +48 | 17  |
| Amistad (Sucre)          | 10 | 7  | 3  | 840 | 802  | +38 | 17  |
| Universidad (Santa Cruz) | 10 | 6  | 4  | 853 | 874  | -21 | 16  |
| UCB (Cochabamba)         | 10 | 4  | 6  | 843 | 8159 | +24 | 14  |
| Pichincha (Potosí)       | 10 | 3  | 7  | 868 | 861  | +7  | 13  |

|  |                                                       |
|  | Clasificados a los Play-offs por tener mejor puntaje. |

#### Equipos igualados en puntos
| Equipo                  | PJ | PG | PP | CF  | CC  | DIF | Pts |
| ----------------------- | -- | -- | -- | --- | --- | --- | --- |
| San Simón (Cochabamba)* | 2  | 1  | 1  | 191 | 183 | +8  | 3   |
| CAN (Oruro)*            | 2  | 1  | 1  | 183 | 191 | -8  | 3   |

- San Simón acaba como líder por mejor diferencia de cesto entre equipos igualados en puntos.

| Equipo            | PJ | PG | PP | CF  | CC  | DIF | Pts |
| ----------------- | -- | -- | -- | --- | --- | --- | --- |
| La Salle (Tarija) | 2  | 1  | 1  | 162 | 151 | +11 | 3   |
| Amistad (Sucre)   | 2  | 1  | 1  | 151 | 162 | -11 | 3   |

- La Salle de Tarija acaba como líder por mejor diferencia de cesto entre equipos igualados en puntos.

#### Fixture
- La hora de cada encuentro corresponde al huso horario que rige a Bolivia (UTC-4).

| Fecha 1     | Fecha 1      | Fecha 1   | Fecha 1   | Fecha 1              | Fecha 1     | Fecha 1 | Fecha 1     | Fecha 1 | Fecha 1 |
| Serie       | Local        | Resultado | Visitante | Coliseo              | Fecha       | Hora    | Transmisión | Árbitro |         |
| ----------- | ------------ | --------- | --------- | -------------------- | ----------- | ------- | ----------- | ------- | ------- |
| A           | San Simón    | 75 – 72   | Vikingos  | Grover Suárez        | 21 de marzo | 20:00   |             |         |         |
| A           | Peñarol      | 70 – 65   | Bolmar    | Max Fernández        | 23 de marzo | 10:00   |             |         |         |
| Interseries | CAN          | 72 – 74   | Amistad   | Luis Lazzo Quinteros | 21 de marzo | 20:00   | Bolivia TV  |         |         |
| B           | Universidad  | 80 – 76   | Pichincha | Gilberto Pareja      | 21 de marzo | 20:30   |             |         |         |
| B           | La Salle (T) | 84 – 77   | UCB       | Luis Parra           | 22 de marzo | 20:00   |             |         |         |

| Fecha 2     | Fecha 2     | Fecha 2   | Fecha 2      | Fecha 2           | Fecha 2     | Fecha 2 | Fecha 2     | Fecha 2 | Fecha 2 |
| Serie       | Local       | Resultado | Visitante    | Coliseo           | Fecha       | Hora    | Transmisión | Árbitro |         |
| ----------- | ----------- | --------- | ------------ | ----------------- | ----------- | ------- | ----------- | ------- | ------- |
| A           | Vikingos    | 74 – 80   | Bolmar       | Luis Parra        | 29 de marzo | 20:00   |             |         |         |
| A           | San Simón   | 96 – 103  | CAN          | Jose Casto Mendez | 23 de abril |         |             |         |         |
| Interseries | Universidad | 106 – 96  | Peñarol      | Gilberto Pareja   | 29 de marzo | 20:00   |             |         |         |
| B           | UCB         | 91 – 93   | Amistad      | Grover Suárez     | 28 de marzo | 20:00   | Bolivia TV  |         |         |
| B           | Pichincha   | 88 – 73   | La Salle (T) | Ciudad de Potosí  | 28 de marzo | 20:00   | Bolivia TV  |         |         |

| Fecha 3     | Fecha 3      | Fecha 3   | Fecha 3     | Fecha 3                 | Fecha 3    | Fecha 3 | Fecha 3     | Fecha 3 | Fecha 3 |
| Serie       | Local        | Resultado | Visitante   | Coliseo                 | Fecha      | Hora    | Transmisión | Árbitro |         |
| ----------- | ------------ | --------- | ----------- | ----------------------- | ---------- | ------- | ----------- | ------- | ------- |
| A           | Peñarol      | 86 – 88   | Vikingos    | Máx Fernández           | 4 de abril | 21:00   |             |         |         |
| A           | Bolmar       | 71 – 91   | CAN         | Julio Borelli Viteritto | 5 de abril | 20:00   |             |         |         |
| Interseries | UCB          | 85 – 59   | San Simón   | José Casto Méndez       | 5 de abril | 20:00   |             |         |         |
| B           | Pichincha    | 82 – 92   | Amistad     | Ciudad de Potosí        | 5 de abril | 20:00   |             |         |         |
| B           | La Salle (T) | 90 – 79   | Universidad | Luis Parra              | 5 de abril | 20:00   |             |         |         |

| Fecha 4     | Fecha 4   | Fecha 4   | Fecha 4      | Fecha 4                 | Fecha 4     | Fecha 4 | Fecha 4     | Fecha 4 | Fecha 4 |
| Serie       | Local     | Resultado | Visitante    | Coliseo                 | Fecha       | Hora    | Transmisión | Árbitro |         |
| ----------- | --------- | --------- | ------------ | ----------------------- | ----------- | ------- | ----------- | ------- | ------- |
| A           | Bolmar    | 80 – 86   | San Simón    | Julio Borelli Viteritto | 11 de abril | 20:00   |             |         |         |
| A           | CAN       | 107 – 85  | Peñarol      | Luis Lazzo Quinteros    | 11 de abril | 20:00   |             |         |         |
| Interseries | Vikingos  | 61 – 72   | La Salle (T) | Luis Parra              | 12 de abril | 20:00   | Bolivia TV  |         |         |
| B           | Pichincha | 94 – 96   | UCB          | Ciudad de Potosí        | 11 de abril | 20:00   |             |         |         |
| B           | Amistad   | 92 – 93   | Universidad  | Polideportivo Garcilazo | 12 de abril | 20:00   | Bolivia TV  |         |         |

| Fecha 5     | Fecha 5     | Fecha 5   | Fecha 5      | Fecha 5                 | Fecha 5     | Fecha 5 | Fecha 5     | Fecha 5 | Fecha 5 |
| Serie       | Local       | Resultado | Visitante    | Coliseo                 | Fecha       | Hora    | Transmisión | Árbitro |         |
| ----------- | ----------- | --------- | ------------ | ----------------------- | ----------- | ------- | ----------- | ------- | ------- |
| A           | Peñarol     | 69 – 50   | San Simón    | Max Fernández           | 17 de abril | 21:00   |             |         |         |
| A           | CAN         | 80 – 88   | Vikingos     | Luis Lazzo Quinteros    | 17 de abril | 20:00   |             |         |         |
| Interseries | Bolmar      | 85 – 80   | Pichincha    | Julio Borelli Viteritto | 23 de abril | 20:00   |             |         |         |
| B           | Universidad | 77 – 76   | UCB          | Gilberto Pareja         | 17 de abril | 20:00   |             |         |         |
| B           | Amistad     | 81 – 70   | La Salle (T) | Robert "Tito" Alfred    | 17 de abril | 20:00   |             |         |         |

| Fecha 6     | Fecha 6   | Fecha 6   | Fecha 6      | Fecha 6                 | Fecha 6     | Fecha 6 | Fecha 6     | Fecha 6 | Fecha 6 |
| Serie       | Local     | Resultado | Visitante    | Coliseo                 | Fecha       | Hora    | Transmisión | Árbitro |         |
| ----------- | --------- | --------- | ------------ | ----------------------- | ----------- | ------- | ----------- | ------- | ------- |
| A           | Bolmar    | 79 – 62   | Peñarol      | Julio Borelli Viteritto | 19 de abril | 14:00   |             |         |         |
| A           | Vikingos  | 66 – 80   | San Simón    | Luis Parra              | 19 de abril | 20:00   |             |         |         |
| Interseries | Amistad   | 83 – 85   | CAN          | Polideportivo Garcilazo | 19 de abril | 20:00   |             |         |         |
| B           | Pichincha | 99 – 86   | Universidad  | Ciudad de Potosí        |             | 20:00   |             |         |         |
| B           | UCB       | 70 – 72   | La Salle (T) |                         |             | 20:00   |             |         |         |

| Fecha 7     | Fecha 7      | Fecha 7   | Fecha 7     | Fecha 7                 | Fecha 7     | Fecha 7 | Fecha 7     | Fecha 7 | Fecha 7 |
| Serie       | Local        | Resultado | Visitante   | Coliseo                 | Fecha       | Hora    | Transmisión | Árbitro |         |
| ----------- | ------------ | --------- | ----------- | ----------------------- | ----------- | ------- | ----------- | ------- | ------- |
| A           | Bolmar       | 87 – 81   | Vikingos    | Julio Borelli Viteritto | 25 de abril | 20:00   |             |         |         |
| A           | CAN          | 80 – 95   | San Simón   | Eduardo Lecrele Polo    | 26 de abril | 20:00   |             |         |         |
| Interseries | Peñarol      | 79 – 80   | Universidad | Max Fernández           | 25 de abril | 21:00   |             |         |         |
| B           | Amistad      | 76 – 72   | UCB         | Polideportivo Garcilazo | 26 de abril | 20:30   |             |         |         |
| B           | La Salle (T) | 93 – 83   | Pichincha   | Luis Parra              | 25 de abril | 20:00   |             |         |         |

| Fecha 8     | Fecha 8     | Fecha 8   | Fecha 8      | Fecha 8                 | Fecha 8   | Fecha 8 | Fecha 8     | Fecha 8 | Fecha 8 |
| Serie       | Local       | Resultado | Visitante    | Coliseo                 | Fecha     | Hora    | Transmisión | Árbitro |         |
| ----------- | ----------- | --------- | ------------ | ----------------------- | --------- | ------- | ----------- | ------- | ------- |
| A           | Vikingos    | 96 – 81   | Peñarol      | Luis Parra              | 1 de mayo | 20:00   |             |         |         |
| A           | CAN         | 97 – 75   | Bolmar       | Luis Lazzo Quinteros    | 1 de mayo | 20:00   |             |         |         |
| Interseries | San Simón   | 94 – 78   | UCB          | Grover Suárez           | 1 de mayo | 20:00   |             |         |         |
| B           | Universidad | 92 – 84   | La Salle (T) | Gilberto Pareja         | 1 de mayo | 20:00   |             |         |         |
| B           | Amistad     | 87 – 72   | Pichincha    | Polideportivo Garcilazo | 1 de mayo | 20:00   |             |         |         |

| Fecha 9     | Fecha 9      | Fecha 9   | Fecha 9   | Fecha 9         | Fecha 9   | Fecha 9 | Fecha 9     | Fecha 9 | Fecha 9 |
| Serie       | Local        | Resultado | Visitante | Coliseo         | Fecha     | Hora    | Transmisión | Árbitro |         |
| ----------- | ------------ | --------- | --------- | --------------- | --------- | ------- | ----------- | ------- | ------- |
| A           | San Simón    | 100 – 77  | Bolmar    | Grover Suárez   | 3 de mayo |         |             |         |         |
| A           | Peñarol      | 63 – 75   | CAN       | Máx Fernández   | 3 de mayo |         |             |         |         |
| Interseries | La Salle (T) | 83 – 54   | Vikingos  | Luis Parra      | 3 de mayo | 20:00   |             |         |         |
| B           | Universidad  | 72 – 81   | Amistad   | Gilberto Pareja | 3 de mayo |         |             |         |         |
| B           | UCB          | 97 – 82   | Pichincha | Grover Suárez   | 4 de mayo | 10:00   |             |         |         |

| Fecha 10    | Fecha 10     | Fecha 10  | Fecha 10    | Fecha 10         | Fecha 10   | Fecha 10 | Fecha 10    | Fecha 10 | Fecha 10 |
| Serie       | Local        | Resultado | Visitante   | Coliseo          | Fecha      | Hora     | Transmisión | Árbitro  |          |
| ----------- | ------------ | --------- | ----------- | ---------------- | ---------- | -------- | ----------- | -------- | -------- |
| A           | San Simón    | 83 – 86   | Peñarol     | Grover Suárez    | 10 de mayo | 20:00    |             |          |          |
| A           | Vikingos     | 90 – 85   | CAN         | Luis Parra       | 9 de mayo  | 20:00    |             |          |          |
| Interseries | Pichincha    | 112 – 72  | Bolmar      | Ciudad de Potosí | 9 de mayo  | 20:00    |             |          |          |
| B           | UCB          | 101 – 88  | Universidad |                  | 9 de mayo  | 21:00    |             |          |          |
| B           | La Salle (T) | 93 – 81   | Amistad     | Luis Parra       | 10 de mayo | 20:00    |             |          |          |

### Fase Final
La segunda fase y fase final de la primera versión de la Libobásquet contó con 4 Final Four realizados en 4 ciudades distintas. La primera fecha se realizó en la ciudad de Oruro del 22 al 24 de mayo, la segunda fecha se jugó en la ciudad de Sucre del 29 al 31 de mayo, la tercera fecha se lidió del 5 al 7 de junio, y el último Final Four se realizó en la ciudad de Tarija del 12 al 15 de junio.

#### Fecha 1
| 22 de mayo, 19:00 | Amistad                               | 81–85           | San Simón    | Oruro                                                                                      |  |
|                   | Parciales: 18-18, 27-25, 16-19, 20-23 |                 |              |                                                                                            |  |
|                   | Estadísticas                          | Reporte Pts Reb | Estadísticas | Pabellón: Eduardo Leclere Polo Árbitros: * Pastor Cruz* Juan Carlos Torrez* Arturo Murillo |  |

| 22 de mayo, 21:00 | CAN                                                | 87–80           | La Salle (T) | Oruro                                                                                        |  |
|                   | Parciales: 14-17, 18-16, 12-25, 31-17 (T.E.: 12-5) |                 |              |                                                                                              |  |
|                   | Estadísticas                                       | Reporte Pts Reb | Estadísticas | Pabellón: Eduardo Leclere Polo Árbitros: * Vladimir Revollo* Franklin García* Armando Moruno |  |

#### Fecha 2
| 23 de mayo, 19:00 | San Simón                             | 77–87           | La Salle (T) | Oruro                                                                                  |  |
|                   | Parciales: 22-28, 17-13, 23-18, 15-28 |                 |              |                                                                                        |  |
|                   | Estadísticas                          | Reporte Pts Reb | Estadísticas | Pabellón: Eduardo Leclere Polo Árbitros: * Juan Carlos Torrez* Pastor Cruz* Raul Rivas |  |

| 23 de mayo, 21:00 | CAN                                   | 64–76           | Amistad      | Oruro                                                                                      |  |
|                   | Parciales: 18-12, 17-18, 13-15, 16-31 |                 |              |                                                                                            |  |
|                   | Estadísticas                          | Reporte Pts Reb | Estadísticas | Pabellón: Eduardo Leclere Polo Árbitros: * Franklin García* Arturo Murillo* Armando Moruno |  |

#### Fecha 3
| 24 de mayo, 19:00 | La Salle (T)                          | 88–74           | Amistad      | Oruro                                                                                 |  |
|                   | Parciales: 26-19, 17-21, 17-24, 28-10 |                 |              |                                                                                       |  |
|                   | Estadísticas                          | Reporte Pts Reb | Estadísticas | Pabellón: Eduardo Leclere Polo Árbitros: * Arturo Murillo* Armando Moruno* Raul Rivas |  |

| 24 de mayo, 21:00 | CAN                                   | 100–85          | San Simón    | Oruro                                                                                       |  |
|                   | Parciales: 23-27, 37-13, 14-24, 26-21 |                 |              |                                                                                             |  |
|                   | Estadísticas                          | Reporte Pts Reb | Estadísticas | Pabellón: Eduardo Leclere Polo Árbitros: * Juan Carlos Torrez* Pastor Cruz* Franklin García |  |

#### Fecha 4
| 29 de mayo, 19:00 | La Salle (T)                          | 92–86           | San Simón    | Sucre                                                 |  |
|                   | Parciales: 28-14, 21-24, 23-17, 20-31 |                 |              |                                                       |  |
|                   | Estadísticas                          | Reporte Pts Reb | Estadísticas | Pabellón: Polideportivo Garcilazo Árbitros: * -* -* - |  |

| 29 de mayo, 21:00 | Amistad                               | 77–72           | CAN          | Sucre                                                 |  |
|                   | Parciales: 24-14, 14-21, 19-25, 20-12 |                 |              |                                                       |  |
|                   | Estadísticas                          | Reporte Pts Reb | Estadísticas | Pabellón: Polideportivo Garcilazo Árbitros: * -* -* - |  |

#### Fecha 5
| 30 de mayo, 19:00 | La Salle (T)                          | 92–81           | CAN          | Sucre                                                 |  |
|                   | Parciales: 21-19, 15-23, 32-18, 24-21 |                 |              |                                                       |  |
|                   | Estadísticas                          | Reporte Pts Reb | Estadísticas | Pabellón: Polideportivo Garcilazo Árbitros: * -* -* - |  |

| 30 de mayo, 21:00 | Amistad                               | 83–79           | San Simón    | Sucre                                                 |  |
|                   | Parciales: 22-18, 18-16, 24-26, 19-19 |                 |              |                                                       |  |
|                   | Estadísticas                          | Reporte Pts Reb | Estadísticas | Pabellón: Polideportivo Garcilazo Árbitros: * -* -* - |  |

#### Fecha 6
| 31 de mayo, 19:00 | CAN                                   | 76–98           | San Simón    | Sucre                                                 |  |
|                   | Parciales: 24-20, 17-25, 13-15, 22-38 |                 |              |                                                       |  |
|                   | Estadísticas                          | Reporte Pts Reb | Estadísticas | Pabellón: Polideportivo Garcilazo Árbitros: * -* -* - |  |

| 31 de mayo, 21:00 | Amistad                                           | 106–110         | La Salle (T) | Sucre                                                 |  |
|                   | Parciales: 15-2, 23-30, 21-24, 38-20 (T.E.: 9-13) |                 |              |                                                       |  |
|                   | Estadísticas                                      | Reporte Pts Reb | Estadísticas | Pabellón: Polideportivo Garcilazo Árbitros: * -* -* - |  |

#### Fecha 7
| 5 de junio, 19:00 | La Salle (T)                                        | 99–115  | CAN          | Cochabamba                                  |  |
|                   | Parciales: 21-17, 28-16, 20-31, 19-24 (T.E.: 11-27) |         |              |                                             |  |
|                   | Estadísticas                                        | Pts Reb | Estadísticas | Pabellón: Grover Suárez Árbitros: * -* -* - |  |

| 5 de junio, 21:00 | San Simón                             | 107–92  | Amistad      | Cochabamba                                  |  |
|                   | Parciales: 24-35, 24-16, 26-19, 33-22 |         |              |                                             |  |
|                   | Estadísticas                          | Pts Reb | Estadísticas | Pabellón: Grover Suárez Árbitros: * -* -* - |  |

#### Fecha 8
| 6 de junio, 19:00 | San Simón                             | 93–85   | La Salle (T) | Cochabamba                                  |  |
|                   | Parciales: 19-26, 18-23, 22-15, 34-21 |         |              |                                             |  |
|                   | Estadísticas                          | Pts Reb | Estadísticas | Pabellón: Grover Suárez Árbitros: * -* -* - |  |

| 6 de junio, 21:00 | CAN                                   | 87–90   | Amistad      | Cochabamba                                  |  |
|                   | Parciales: 22-20, 19-24, 28-30, 18-16 |         |              |                                             |  |
|                   | Estadísticas                          | Pts Reb | Estadísticas | Pabellón: Grover Suárez Árbitros: * -* -* - |  |

#### Fecha 9
| 7 de junio, 19:00 | Amistad                               | 118–97  | La Salle (T) | Cochabamba                                  |  |
|                   | Parciales: 28-25, 33-20, 34-23, 26-29 |         |              |                                             |  |
|                   | Estadísticas                          | Pts Reb | Estadísticas | Pabellón: Grover Suárez Árbitros: * -* -* - |  |

| 7 de junio, 21:00 | San Simón             | 90–91   | CAN          | Cochabamba                                  |  |
|                   | Parciales: -, -, -, - |         |              |                                             |  |
|                   | Estadísticas          | Pts Reb | Estadísticas | Pabellón: Grover Suárez Árbitros: * -* -* - |  |

#### Fecha 10
| 13 de junio, 19:00 | Amistad                               | 87–78   | CAN          | Tarija                                   |  |
|                    | Parciales: 21-22, 21-18, 21-26, 24-12 |         |              |                                          |  |
|                    | Estadísticas                          | Pts Reb | Estadísticas | Pabellón: Luis Parra Árbitros: * -* -* - |  |

| 13 de junio, 21:00 | La Salle (T)                          | 80–69   | San Simón    | Tarija                                   |  |
|                    | Parciales: 21-18, 21-19, 16-21, 22-11 |         |              |                                          |  |
|                    | Estadísticas                          | Pts Reb | Estadísticas | Pabellón: Luis Parra Árbitros: * -* -* - |  |

#### Fecha 11
| 14 de junio, 19:00 | Amistad                                            | 97–94   | San Simón    | Tarija                                   |  |
|                    | Parciales: 23-25, 23-23, 25-20, 14-17 (T.E.: 12-9) |         |              |                                          |  |
|                    | Estadísticas                                       | Pts Reb | Estadísticas | Pabellón: Luis Parra Árbitros: * -* -* - |  |

| 14 de junio, 21:00 | La Salle (T)                         | 103–69  | CAN          | Tarija                                   |  |
|                    | Parciales: 24-16, 38-8, 24-24, 17-21 |         |              |                                          |  |
|                    | Estadísticas                         | Pts Reb | Estadísticas | Pabellón: Luis Parra Árbitros: * -* -* - |  |

#### Fecha 12
| 15 de junio, 19:00 | CAN                                   | 77–98   | San Simón    | Tarija                                   |  |
|                    | Parciales: 14-26, 23-20, 25-29, 15-23 |         |              |                                          |  |
|                    | Estadísticas                          | Pts Reb | Estadísticas | Pabellón: Luis Parra Árbitros: * -* -* - |  |

| 15 de junio, 21:00 | La Salle (T)                          | 77–71   | Amistad      | Tarija                                   |  |
|                    | Parciales: 20-23, 22-15, 13-18, 22-15 |         |              |                                          |  |
|                    | Estadísticas                          | Pts Reb | Estadísticas | Pabellón: Luis Parra Árbitros: * -* -* - |  |

### Tabla General
| Equipo                 | PJ | PG | PP | CF   | CC   | DIF | Pts |
| ---------------------- | -- | -- | -- | ---- | ---- | --- | --- |
| La Salle (Tarija)      | 12 | 8  | 4  | 1090 | 1046 | +44 | 20  |
| Amistad (Sucre)        | 12 | 7  | 5  | 1052 | 1038 | +14 | 19  |
| San Simón (Cochabamba) | 12 | 5  | 7  | 1061 | 1041 | +20 | 17  |
| CAN (Oruro)            | 12 | 4  | 8  | 997  | 1075 | -78 | 16  |

- Tabla realizada con la app "Mis Torneos".

### Evolución de la clasificación
| Jornada / Equipo | 1 | 2 | 3 | 4 | 5 | 6 | 7 | 8 | 9 | 10 | 11 | 12 |
| Jornada / Equipo |   |   |   |   |   |   |   |   |   |    |    |    |
| ---------------- | - | - | - | - | - | - | - | - | - | -- | -- | -- |
| La Salle (T)     | 4 | 4 | 2 | 1 | 1 | 1 | 1 | 3 | 4 | 2  | 2  | 1  |
| Amistad          | 3 | 1 | 3 | 3 | 2 | 2 | 2 | 1 | 1 | 1  | 1  | 2  |
| San Simón        | 2 | 3 | 4 | 4 | 4 | 3 | 3 | 2 | 2 | 3  | 3  | 3  |
| CAN              | 1 | 2 | 1 | 2 | 3 | 4 | 4 | 4 | 3 | 4  | 4  | 4  |

|  |          |
|  | Campeón. |

### Plantilla del equipo campeón
| La Salle (Tarija)           | La Salle (Tarija)                | La Salle (Tarija) | La Salle (Tarija) | La Salle (Tarija) | La Salle (Tarija) | La Salle (Tarija)                  |
| Num                         | Jugador                          | Pos               | PJ                | Altura            | Ciudad Natal      | Edad                               |
| --------------------------- | -------------------------------- | ----------------- | ----------------- | ----------------- | ----------------- | ---------------------------------- |
| 5                           | Víctor Daniel Fernández Ichazo   | E                 |                   | 1,83 m (6′ 0″)    | Tarija            | 17 de diciembre de 1977 (47 años)  |
| 6                           | Fabián Montellano Ibarra         | B                 |                   | 1,75 m (5′ 9″)    | Tarija            | 01 de agosto de 1986 (38 años)     |
| 8                           | Manuel Cuevas Gallardo           | B                 |                   |                   | Tarija            | 19 de febrero de 1993 (32 años)    |
| 10                          | Hugo Richard Ruiz Prentice       | P                 |                   |                   | Tarija            | 16 de octubre de 1985 (39 años)    |
| 15                          | Martin Ochoa Castañon            | B                 |                   | 1,85 m (6′ 1″)    | Tarija            | 18 de noviembre de 1994 (30 años)  |
|                             | Gerardo Magnus Arancibia         | E                 |                   | 1,85 m (6′ 1″)    | Tarija            | 01 de septiembre de 1996 (28 años) |
|                             | Marco Joaquín Rojas Jerez        | AP                |                   | 1,87 m (6′ 2″)    | Tarija            | 13 de marzo de 1997 (28 años)      |
|                             | Brighan Dunsthan Espinoza Vargas | A                 |                   | 1,85 m (6′ 1″)    | Cochabamba        | 01 de abril de 1996 (28 años)      |
|                             | Daniel Dardo Pelaez Riera        | P                 |                   |                   | Tarija            | 29 de octubre de 1986 (38 años)    |
| 96                          | Enzo Ruiz                        |                   |                   |                   |                   |                                    |
| 97                          | Lucas Arn                        | AP                |                   | 1,97 m (6′ 6″)    | Chilcovoy, BA     | 29 de abril de 1989 (35 años)      |
| 98                          | Brandon Webster                  |                   |                   |                   |                   |                                    |
| Entrenador: Giovanny Vargas |                                  |                   |                   |                   |                   |                                    |

- Datos de la página oficial de FIBA y la Federación Boliviana de Básquetbol.

## Torneo Clausura 2014
Para el segundo torneo de la temporada 2014 de la Libobásquet se determinó ampliar el número de equipos de 10 clubes a 12.
El torneo inició el mes de octubre y culminó en diciembre.
Para esta segunda versión se contó con más apoyo económico

### Plantillas Libobásquet Clausura 2014
| Amistad (Sucre)                                       | Amistad (Sucre)                 | Amistad (Sucre) | Amistad (Sucre) | Amistad (Sucre) | Amistad (Sucre) | Amistad (Sucre)                 |
| Num                                                   | Jugador                         | Pos             | PJ              | Altura          | Ciudad Natal    | Edad                            |
| ----------------------------------------------------- | ------------------------------- | --------------- | --------------- | --------------- | --------------- | ------------------------------- |
| 6                                                     | Adahilton Zurita                |                 |                 |                 | Sucre           |                                 |
| 8                                                     | Walter Fernando Palma Miranda   | A               |                 | 1,95 m (6′ 5″)  | Sucre           | 08 de junio de 1988 (36 años)   |
| 9                                                     | Joaquín Sandoval Miranda        | A               |                 | 1,89 m (6′ 2″)  | Sucre           | 01 de octubre de 1985 (39 años) |
| 14                                                    | René Guillermo Hoyos Blanco     | P               |                 |                 | Sucre           | 23 de julio de 1995 (29 años)   |
| 16                                                    | Bryan Antonio Tardio Antelo     | B               | -               |                 | Sucre           | 02 de julio de 1989 (35 años)   |
| 20                                                    | Gustavo Alejandro Vargas Flores | A               |                 |                 | Sucre           | 07 de abril de 1996 (28 años)   |
| 20                                                    | Giyoh Shey Ngafi                | SW              |                 | 1,93 m (6′ 4″)  |                 | 05 de febrero de 1988 (37 años) |
| 23                                                    | René Antonio Calvo Vidales      | E               |                 | 1,93 m (6′ 4″)  | Sucre           | 19 de mayo de 1993 (31 años)    |
| 60                                                    | Aaron More                      | P               |                 |                 |                 |                                 |
| 90                                                    | Carlos Romero Caballero         | A               |                 | 1,90 m (6′ 3″)  | Sucre           | 20 de mayo de 1984 (40 años)    |
|                                                       | Joseph Pope                     | A               |                 |                 |                 |                                 |
|                                                       | Guido Víctor Callejas Moscoso   |                 |                 |                 | Sucre           | 13 de febrero de 1994 (31 años) |
|                                                       | Edwin Copa Caba                 |                 |                 |                 | Sucre           | 23 de febrero de 1972 (53 años) |
|                                                       |                                 |                 |                 |                 |                 |                                 |
|                                                       |                                 |                 |                 |                 |                 |                                 |
| Entrenador: Bernie Tarr / Asistente: Wanderley Zurita |                                 |                 |                 |                 |                 |                                 |

| Bolmar (La Paz)               | Bolmar (La Paz)                 | Bolmar (La Paz) | Bolmar (La Paz) | Bolmar (La Paz) | Bolmar (La Paz)  | Bolmar (La Paz)                 |
| Num                           | Jugador                         | Pos             | PJ              | Altura          | Ciudad Natal     | Edad                            |
| ----------------------------- | ------------------------------- | --------------- | --------------- | --------------- | ---------------- | ------------------------------- |
| 5                             | Arturo Humberto Beckwith Ríos   | P               |                 |                 |                  | 21 de mayo de 1976 (48 años)    |
| 8                             | Lewis Bernard Leonard           |                 |                 |                 |                  |                                 |
| 10                            | Juan Marcelo Revollo            |                 |                 |                 |                  |                                 |
|                               | Luis Óscar Tardio Sánchez       |                 |                 |                 | La Paz           | 26 de enero de 1994 (31 años)   |
| 15                            | Rodrigo Sanabria Chavarria      |                 |                 |                 | La Paz           | 28 de abril de 1992 (32 años)   |
| 19                            | Shaid Khan                      |                 |                 |                 |                  |                                 |
| 21                            | Juan Nicolaz Valdivia Nogalez   | AP              |                 | 1,82 m (6′ 0″)  |                  | 24 de abril de 1985 (39 años)   |
| 23                            | Mauricio Fernandez Chamo        |                 |                 |                 | Oruro            | 19 de marzo de 1987 (38 años)   |
| 25                            | Luis Ramiro Rodríguez Solorzano |                 |                 |                 |                  |                                 |
| 33                            | Rodrigo Fernández Chamo         |                 |                 |                 | Oruro            | 30 de julio de 1988 (36 años)   |
| 43                            | Erick Mijail Gonzales Reyes     | A               |                 |                 | La Paz           | 7 de marzo de 1994 (31 años)    |
| 44                            | Khalil Hartwell                 | AP, P           |                 | 2,07 m (6′ 9″)  | Philadelphia, PA | 1 de marzo de 1985 (40 años)    |
| 66                            | Angel Gabriel Zurita Aliaga     |                 |                 |                 | La Paz           | 01 de febrero de 1990 (35 años) |
|                               | Westley Hinton                  | AP, P           |                 | 2,03 m (6′ 8″)  |                  | 6 de agosto de 1991 (33 años)   |
|                               |                                 |                 |                 |                 |                  |                                 |
| Entrenador: José Luis Revollo |                                 |                 |                 |                 |                  |                                 |

| CAN (Oruro)                   | CAN (Oruro)                    | CAN (Oruro) | CAN (Oruro) | CAN (Oruro)     | CAN (Oruro)  | CAN (Oruro)                       |
| Num                           | Jugador                        | Pos         | PJ          | Altura          | Ciudad Natal | Edad                              |
| ----------------------------- | ------------------------------ | ----------- | ----------- | --------------- | ------------ | --------------------------------- |
| 1                             | Mauricio Rodrigo Tola Ríos     | B           |             | 1,84 m (6′ 0″)  | Oruro        | 28 de mayo de 1992 (32 años)      |
| 5                             | Javier Eduardo Amado Ramos     | B           |             |                 |              | 27 de enero de 1988 (37 años)     |
| 7                             | Jaycen Herring                 | B, A        |             | 1,96 m (6′ 5″)  | Memphis, TN  | 21 de mayo de 1986 (38 años)      |
| 7                             | Brandon Burnett                | P           |             | 2,06 m (6′ 9″)  |              |                                   |
| 9                             | Johnny Aguilar                 | AP          |             | 1,90 m (6′ 3″)  | Oruro        | 29 de marzo de 1990 (34 años)     |
| 12                            | Nelson Edgar Fernández Oquendo | P           |             | 1,96 m (6′ 5″)  | Oruro        | 2 de septiembre de 1982 (42 años) |
| 16                            | Jheral Franco Sanjiner Mallea  | B           |             | 1,68 m (5′ 6″)  | Oruro        | 08 de febrero de 1989 (36 años)   |
| 17                            | Darnell Evans                  | A           |             | 1,92 m (6′ 4″)  | Largo, MD    | 20 de junio de 1984 (40 años)     |
| 21                            | Roberto Little                 |             |             | 2,06 m (6′ 9″)  |              |                                   |
| 23                            | Marcelo Melean Challapa        | E           |             | 1,78 m (5′ 10″) | Oruro        | 20 de octubre de 1985 (39 años)   |
| 31                            | Wilson Tito Flores             | B           |             |                 | Oruro        | 31 de agosto de 1994 (30 años)    |
|                               | Omar Mendoza                   |             |             |                 |              |                                   |
|                               | Jhonatan Carrion               |             |             |                 |              |                                   |
|                               | Veimar Pozo                    |             |             |                 |              |                                   |
|                               | Hernan Canaviri                | AP          |             |                 |              | 15 de junio de 1996 (28 años)     |
|                               | Gustavo Nava                   |             |             |                 |              |                                   |
|                               | David Eguino                   |             |             |                 | La Paz       |                                   |
|                               | Walter René Bordin             |             |             |                 |              |                                   |
|                               | Marco Antonio Quisbert Condori |             | -           |                 |              |                                   |
| Entrenador: Alejandro Pepiche |                                |             |             |                 |              |                                   |

| Derecho (Oruro)                                                               | Derecho (Oruro)                      | Derecho (Oruro) | Derecho (Oruro) | Derecho (Oruro) | Derecho (Oruro) | Derecho (Oruro)                   |
| Num                                                                           | Jugador                              | Pos             | PJ              | Altura          | Ciudad Natal    | Edad                              |
| ----------------------------------------------------------------------------- | ------------------------------------ | --------------- | --------------- | --------------- | --------------- | --------------------------------- |
| 01                                                                            | Leo Ladonte Marti                    |                 |                 | 2,08 m (6′ 10″) |                 |                                   |
| 2                                                                             | Jimy Del Bosque                      | B               |                 | 1,91 m (6′ 3″)  |                 |                                   |
| 6                                                                             | Oscar Delgado Quillaguaman           |                 |                 |                 | Oruro           |                                   |
| 7                                                                             | Cristhian Jesús Delgado Quillaguaman | E               |                 | 1,84 m (6′ 0″)  | Oruro           | 14 de diciembre de 1993 (31 años) |
| 8                                                                             | Juan Santiago Villca Zuna            |                 |                 |                 | Oruro           |                                   |
| 9                                                                             | Norman Gálvez Villarroel             |                 |                 |                 | Oruro           |                                   |
| 25                                                                            | Gene Kent Myvett                     | A               |                 | 1,93 m (6′ 4″)  | Belice City     | 30 de diciembre de 1982 (42 años) |
| 15                                                                            | Peter Fernández                      |                 |                 |                 |                 |                                   |
| 23                                                                            | Williams Arancibia                   |                 |                 |                 |                 |                                   |
| 45                                                                            | Ruben Caballero                      |                 |                 |                 |                 |                                   |
| 99                                                                            | Juan Pablo Ávila Ibarra              |                 |                 |                 | Oruro           | 19 de marzo de 1987 (38 años)     |
|                                                                               | Lonnie Suneerburke                   | AP, P           |                 | 2,03 m (6′ 8″)  | Atlanta, GA     | 20 de enero de 1988 (37 años)     |
|                                                                               | Ernesto Sanabria                     | A               |                 | 1,79 m (5′ 10″) | Oruro           | 10 de abril de 1984 (40 años)     |
|                                                                               | Juan Pablo Quiroz                    |                 |                 |                 |                 |                                   |
|                                                                               | Marcelo Estrada                      |                 |                 |                 |                 |                                   |
|                                                                               | David Villarroel                     |                 |                 |                 |                 |                                   |
|                                                                               |                                      |                 |                 |                 |                 |                                   |
| Entrenador: Sergio Kreiser (fecha 6) - Félix Cahuana / Asistente: José Melean |                                      |                 |                 |                 |                 |                                   |

| La Salle-UPB (Cochabamba)       | La Salle-UPB (Cochabamba)   | La Salle-UPB (Cochabamba) | La Salle-UPB (Cochabamba) | La Salle-UPB (Cochabamba) | La Salle-UPB (Cochabamba) | La Salle-UPB (Cochabamba)         |
| Num                             | Jugador                     | Pos                       | PJ                        | Altura                    | Ciudad Natal              | Edad                              |
| ------------------------------- | --------------------------- | ------------------------- | ------------------------- | ------------------------- | ------------------------- | --------------------------------- |
| 4                               | Wendail Erwin               |                           |                           |                           |                           |                                   |
| 5                               | Juan Carlos Soto Arce       |                           |                           |                           | Cochabamba                | 28 de junio de 1982 (42 años)     |
| 6                               | Miguel Ribera               |                           |                           |                           |                           |                                   |
| 7                               | Ricardo Covarrubias Rivera  | A                         |                           | 1,91 m (6′ 3″)            | Cochabamba                | 17 de diciembre de 1995 (29 años) |
| 10                              | Miguel Antonio Rojas Romero |                           |                           |                           | Cochabamba                | 08 de abril de 1994 (30 años)     |
| 11                              | Mauricio Asbun Canedo       | A                         |                           | 1,90 m (6′ 3″)            | Cochabamba                | 03 de febrero de 1980 (45 años)   |
| 14                              | Diego Daniel Soto Arce      | P                         |                           |                           | Cochabamba                | 14 de agosto de 1986 (38 años)    |
| 23                              | Alvin Nance Jr.             | A                         |                           | 1,96 m (6′ 5″)            |                           | 18 de diciembre de 1987 (37 años) |
| 44                              | Devon Whitephil             |                           |                           |                           |                           |                                   |
| 49                              | Tyray Martell Petty         | B                         |                           | 1,92 m (6′ 4″)            | Milwaukee, WI             | 13 de junio de 1988 (36 años)     |
| 77                              | Luis Campuzano              |                           |                           |                           |                           | 29 de agosto de 1996 (28 años)    |
| 96                              | Juan Pablo Cordova Olivera  | A                         |                           |                           | Cochabamba                | 20 de mayo de 1988 (36 años)      |
| 12                              | Christian Pandoja           |                           |                           |                           |                           |                                   |
|                                 |                             |                           |                           |                           |                           |                                   |
|                                 |                             |                           |                           |                           |                           |                                   |
| Entrenador: Juan Carlos Berutti |                             |                           |                           |                           |                           |                                   |

| La Salle (Tarija)                                                                                    | La Salle (Tarija)                | La Salle (Tarija) | La Salle (Tarija) | La Salle (Tarija) | La Salle (Tarija) | La Salle (Tarija)                  |
| Num                                                                                                  | Jugador                          | Pos               | PJ                | Altura            | Ciudad Natal      | Edad                               |
| --- | -------------------------------- | ----------------- | ----------------- | ----------------- | ----------------- | ---------------------------------- |
| 4 | Diego Sebastián Franco Vargas    | A                 |                   | 1,94 m (6′ 4″)    | Tarija            | 1 de abril de 1982 (42 años)       |
| 5 | Víctor Daniel Fernández Ichazo   | E                 |                   | 1,83 m (6′ 0″)    | Tarija            | 17 de diciembre de 1977 (47 años)  |
| 6 | Fabián Montellano Ibarra         | B                 |                   | 1,75 m (5′ 9″)    | Tarija            | 01 de agosto de 1986 (38 años)     |
| 7 | Brighan Dunsthan Espinoza Vargas | A                 |                   | 1,85 m (6′ 1″)    | Cochabamba        | 01 de abril de 1996 (28 años)      |
| 10                                                                                                   | Hugo Richard Ruiz Prentice       | P                 |                   |                   | Tarija            | 16 de octubre de 1985 (39 años)    |
| 11                                                                                                   | Oliver Harri Chávez              | P                 |                   | 2,02 m (6′ 8″)    | Beni              | 22 de julio de 1997 (27 años)      |
| 12                                                                                                   | Douglas Rivera Sánchez           |                   |                   |                   |                   | 1 de septiembre de 1994 (30 años)  |
| 14                                                                                                   | Pablo Riera                      | P                 |                   | 1,88 m (6′ 2″)    | Sucre             | 05 de enero de 1993 (32 años)      |
| 15                                                                                                   | Martín Ochoa Castañon            | B                 |                   | 1,85 m (6′ 1″)    | Tarija            | 18 de noviembre de 1994 (30 años)  |
| 19                                                                                                   | Juan Patana                      |                   |                   |                   |                   |                                    |
| 20                                                                                                   | Yussef Galarza Moreno            | A                 |                   |                   | Tarija            | 25 de agosto de 1995 (29 años)     |
| 21                                                                                                   | Marco Joaquín Rojas Jerez        | AP                |                   | 1,87 m (6′ 2″)    | Tarija            | 13 de marzo de 1997 (28 años)      |
| 22                                                                                                   | Gerardo Magnus Arancibia         | E                 |                   | 1,85 m (6′ 1″)    | Tarija            | 01 de septiembre de 1996 (28 años) |
| 23                                                                                                   | Javier Orellana Barroso          | B                 |                   | 1,72 m (5′ 8″)    | Tarija            | 23 de enero de 1995 (30 años)      |
| 24                                                                                                   | Carlos Gutiérrez                 |                   |                   |                   |                   |                                    |
| 32                                                                                                   | Pablo Cardozo Farfan             | A                 |                   |                   |                   | 14 de septiembre de 1997 (27 años) |
| 87                                                                                                   | Jason Kyle Jones Jr.             | A                 |                   | 1,98 m (6′ 6″)    | Memphis, TN       | 20 de abril de 1990 (34 años)      |
| 89                                                                                                   | Jonathan Deanel Cathey Macklin   | AP                |                   | 2,06 m (6′ 9″)    | Milwaukee, WI     | 25 de marzo de 1991 (34 años)      |
| 88                                                                                                   | Fred Woods                       | A                 |                   | 2,01 m (6′ 7″)    |                   | 20 de noviembre de 1987 (37 años)  |
| | Fernando Raul Murillo Telleria   |                   |                   |                   | Tarija            | 21 de enero de 1988 (37 años)      |
| | Alejandro Márquez                |                   |                   |                   |                   |                                    |
| | Lucas Bustamante                 |                   |                   |                   |                   |                                    |
| | Gustavo Perez                    |                   |                   |                   |                   |                                    |
| |                                  |                   |                   |                   |                   |                                    |
| |                                  |                   |                   |                   |                   |                                    |
| Entrenador: Giovanny Vargas / Asistente: Denis Guerra, Enrique Lopez, Pablo Saravia y Diego Martinez |                                  |                   |                   |                   |                   |                                    |

| Pichincha (Potosí)                 | Pichincha (Potosí)                  | Pichincha (Potosí) | Pichincha (Potosí) | Pichincha (Potosí) | Pichincha (Potosí) | Pichincha (Potosí)                |
| Num                                | Jugador                             | Pos                | PJ                 | Altura             | Ciudad Natal       | Edad                              |
| ---------------------------------- | ----------------------------------- | ------------------ | ------------------ | ------------------ | ------------------ | --------------------------------- |
| 7                                  | Luis Alberto Fuertes Flores         | P                  |                    | 1,83 m (6′ 0″)     | Potosí             | 20 de marzo de 1988 (37 años)     |
| 8                                  | José Ignacio Choque Lunda           | B                  |                    |                    | Potosí             | 12 de mayo de 1990 (34 años)      |
| 9                                  | Oscar Alborta Flores                | E                  |                    |                    | Potosí             | 17 de julio de 1990 (34 años)     |
| 11                                 | Angel Martinez                      |                    |                    |                    |                    |                                   |
| 13                                 | Mauricio Alejandro Bengolea Miranda | E                  |                    |                    |                    | 16 de noviembre de 1997 (27 años) |
| 14                                 | Harold De Abreu                     |                    |                    |                    |                    |                                   |
| 15                                 | Wilson Romay Flores                 | E                  |                    | 1,81 m (5′ 11″)    | Potosí             | 08 de marzo de 1988 (37 años)     |
| 19                                 | Wilson Luis Velasco                 |                    |                    |                    |                    |                                   |
| 21                                 | Engilbert Guerra                    |                    |                    |                    |                    |                                   |
| 22                                 | Luis Samuel Careaga Calizaya        |                    |                    |                    |                    |                                   |
| 23                                 | Rory Miller Jr.                     |                    |                    |                    |                    |                                   |
|                                    |                                     |                    |                    |                    |                    |                                   |
|                                    |                                     |                    |                    |                    |                    |                                   |
| Entrenador: Robert Melendres Duran |                                     |                    |                    |                    |                    |                                   |

| Peñarol (Quillacollo)      | Peñarol (Quillacollo)                 | Peñarol (Quillacollo) | Peñarol (Quillacollo) | Peñarol (Quillacollo) | Peñarol (Quillacollo)   | Peñarol (Quillacollo)              |
| Num                        | Jugador                               | Pos                   | PJ                    | Altura                | Ciudad Natal            | Edad                               |
| -------------------------- | ------------------------------------- | --------------------- | --------------------- | --------------------- | ----------------------- | ---------------------------------- |
| 1                          | Brandon Maximiliano Antezana Irigoyen | B                     |                       |                       | Quillacollo, Cochabamba | 08 de octubre de 1994 (30 años)    |
| 5                          | Veimar Víctor Parraga Villegas        | A                     |                       |                       | Cochabamba              | 02 de diciembre de 1986 (38 años)  |
| 6                          | Pedro Luis Antezana Teran             | P                     |                       |                       | Cochabamba              | 26 de enero de 1989 (36 años)      |
| 9                          | Luis Alberto Rico Cardozo             |                       |                       |                       |                         |                                    |
| 11                         | Marcelo Ramiro Andia Rocha            |                       |                       |                       |                         | 23 de octubre de 1988 (36 años)    |
| 14                         | Edson Amurrio                         |                       |                       |                       |                         |                                    |
| 21                         | Kareem Corprew                        | AP, P                 |                       | 2,05 m (6′ 9″)        |                         |                                    |
| 22                         | Richard Ross                          | A                     |                       | 2,01 m (6′ 7″)        |                         | 1983                               |
| 23                         | Irin Chris Stark                      | B                     |                       | 1,85 m (6′ 1″)        | Bronx, NY               | 29 de septiembre de 1989 (35 años) |
| 24                         | Everth Tommy Vila Choque              | E                     |                       |                       | Quillacollo, Cochabamba | 23 de octubre de 1989 (35 años)    |
| 41                         | Ricardo Mijail Vila Choque            | B                     |                       |                       |                         | 21 de febrero de 1995 (30 años)    |
| 99                         | Daygoro Cristian Nava Moscoso         | P                     |                       |                       | Cochabamba              | 20 de febrero de 1989 (36 años)    |
|                            | Manuel Aguilar                        |                       |                       |                       |                         |                                    |
|                            | Mauricio Peredo                       |                       |                       |                       |                         |                                    |
|                            | Dainer Vera                           |                       |                       |                       |                         |                                    |
|                            |                                       |                       |                       |                       |                         |                                    |
| Entrenador: Marco Corrales |                                       |                       |                       |                       |                         |                                    |

| San Simón (Cochabamba)                    | San Simón (Cochabamba)        | San Simón (Cochabamba) | San Simón (Cochabamba) | San Simón (Cochabamba) | San Simón (Cochabamba) | San Simón (Cochabamba)             |
| Num                                       | Jugador                       | Pos                    | PJ                     | Altura                 | Ciudad Natal           | Edad                               |
| ----------------------------------------- | ----------------------------- | ---------------------- | ---------------------- | ---------------------- | ---------------------- | ---------------------------------- |
| 1                                         | Pedro Antonio Gutiérrez López | B                      |                        | 1,76 m (5′ 9″)         | Oruro                  | 20 de octubre de 1996 (28 años)    |
| 3                                         | Jose Revollo                  |                        |                        |                        |                        |                                    |
| 5                                         | Pedro Luis Zelaya Montaño     |                        |                        |                        |                        |                                    |
| 7                                         | Milord Juan Zurita Vargas     |                        |                        |                        |                        |                                    |
| 8                                         | Bernardo Olguín Pol           |                        |                        |                        | Cochabamba             | 03 de mayo de 1993 (31 años)       |
| 11                                        | Axel Veizaga Vargas           | A                      |                        | 1,82 m (6′ 0″)         | Cochabamba             | 28 de junio de 1996 (28 años)      |
| 12                                        | Jose J. Martínez              |                        |                        |                        |                        |                                    |
| 13                                        | Diego Olguin Pol              | A                      |                        | 1,86 m (6′ 1″)         | Cochabamba             | 26 de abril de 1995 (29 años)      |
| 15                                        | Viliamu Joseph Faiivae        |                        |                        |                        |                        |                                    |
| 24                                        | Ariel Callau Alvarado         | B                      |                        | 1,80 m (5′ 11″)        | Cochabamba             | 19 de septiembre de 1992 (32 años) |
| 32                                        | Albert Abraham Flores Bascope | AP                     |                        | 1,91 m (6′ 3″)         | Oruro                  | 25 de septiembre de 1991 (33 años) |
| 41                                        | Raúl Gutierres Herbas         | P                      |                        | 2,06 m (6′ 9″)         | Cochabamba             | 01 de noviembre de 1988 (36 años)  |
| 99                                        | Gene Antony Shipley           | P                      |                        | 2,06 m (6′ 9″)         |                        | 14 de febrero de 1980 (45 años)    |
|                                           |                               |                        |                        |                        |                        |                                    |
| Entrenador: Sandro Alberto Patiño Sánchez |                               |                        |                        |                        |                        |                                    |

| UMSA (La Paz)                              | UMSA (La Paz)              | UMSA (La Paz) | UMSA (La Paz) | UMSA (La Paz)  | UMSA (La Paz)    | UMSA (La Paz)                      |
| Num                                        | Jugador                    | Pos           | PJ            | Altura         | Ciudad Natal     | Edad                               |
| ------------------------------------------ | -------------------------- | ------------- | ------------- | -------------- | ---------------- | ---------------------------------- |
| 11                                         | Javier Santos Mejia        |               |               |                |                  |                                    |
| 12                                         | Walter Vasquez             |               |               |                |                  |                                    |
| 13                                         | Rodrigo Velasco            |               |               |                |                  |                                    |
| 23                                         | Aaron Everett Martin       | AP            |               |                | Maryland         |                                    |
| 42                                         | William Joseph Swartzstein | AP, P         |               | 2,06 m (6′ 9″) | Connecticut      | 06 de septiembre de 1984 (40 años) |
|                                            | William Joseph             | AP            |               |                |                  |                                    |
|                                            | Edson Arevalo              |               |               |                |                  |                                    |
|                                            | Keri Jon Gonsalves         | A             |               |                | Washington D. C. |                                    |
|                                            | Sergio Escalante           |               |               |                |                  |                                    |
|                                            | Jorge Monje                |               |               |                |                  |                                    |
|                                            |                            |               |               |                |                  |                                    |
|                                            |                            |               |               |                |                  |                                    |
|                                            |                            |               |               |                |                  |                                    |
|                                            |                            |               |               |                |                  |                                    |
|                                            |                            |               |               |                |                  |                                    |
|                                            |                            |               |               |                |                  |                                    |
| Entrenador: Jorge Hinojosa Felix Escalante |                            |               |               |                |                  |                                    |

| Universidad (Santa Cruz)   | Universidad (Santa Cruz)       | Universidad (Santa Cruz) | Universidad (Santa Cruz) | Universidad (Santa Cruz) | Universidad (Santa Cruz)          | Universidad (Santa Cruz)        |
| Num                        | Jugador                        | Pos                      | PJ                       | Altura                   | Ciudad Natal                      | Edad                            |
| -------------------------- | ------------------------------ | ------------------------ | ------------------------ | ------------------------ | --------------------------------- | ------------------------------- |
| 9                          | Mario Enrique Rodríguez Ojopi  |                          |                          |                          | Santa Cruz                        |                                 |
| 13                         | Marco Antonio Recamo Tubari    | P                        |                          | 1,99 m (6′ 6″)           | San José de Chiquitos, Santa Cruz | 03 de marzo de 1989 (36 años)   |
| 14                         | Alejandro Paz                  |                          |                          |                          |                                   |                                 |
| 15                         | Jorge Parra                    |                          |                          |                          |                                   |                                 |
| 16                         | Lenin López                    | A                        |                          | 1,98 m (6′ 6″)           |                                   | 05 de febrero de 1991 (34 años) |
| 18                         | Miguel Ángel Justiniano Claros | P                        |                          | 1,93 m (6′ 4″)           | Santa Cruz                        | 27 de agosto de 1980 (44 años)  |
| 21                         | Maikel Ávila                   |                          |                          |                          |                                   |                                 |
| 22                         | Eliezer José Montaño Caraballo |                          |                          | 2,06 m (6′ 9″)           |                                   | 21 de octubre de 1991 (33 años) |
| 24                         | Gabriel Rodrigo Ramos Campos   | E                        |                          |                          | Santa Cruz                        | 21 de mayo de 1992 (32 años)    |
|                            | Flower Nathan                  |                          |                          |                          |                                   |                                 |
|                            | Antonio Davis                  |                          |                          |                          |                                   |                                 |
|                            | Paolo César Ramos Campos       | B                        |                          | 1,87 m (6′ 2″)           | Santa Cruz                        | 31 de julio de 1987 (37 años)   |
|                            | Luis Miguel Cabral Suárez      |                          |                          |                          | Santa Cruz                        | 21 de abril de 1986 (38 años)   |
|                            |                                |                          |                          |                          |                                   |                                 |
|                            |                                |                          |                          |                          |                                   |                                 |
|                            |                                |                          |                          |                          |                                   |                                 |
| Entrenador: Ramiro Cuellar |                                |                          |                          |                          |                                   |                                 |

| Vikingos (Tarija)              | Vikingos (Tarija)              | Vikingos (Tarija) | Vikingos (Tarija) | Vikingos (Tarija) | Vikingos (Tarija) | Vikingos (Tarija)                  |
| Num                            | Jugador                        | Pos               | PJ                | Altura            | Ciudad Natal      | Edad                               |
| ------------------------------ | ------------------------------ | ----------------- | ----------------- | ----------------- | ----------------- | ---------------------------------- |
| 6                              | Álvaro Julio Montellano Ibarra |                   |                   |                   | Tarija            | 1 de agosto de 1986 (38 años)      |
| 8                              | Tracy O'Neal                   |                   |                   |                   |                   |                                    |
| 11                             | Jorge Alberto Ichazo Moreno    |                   |                   |                   | Tarija            | 29 de noviembre de 1981 (43 años)  |
| 13                             | Eduardo Daniel Veramendy Ríos  | B                 |                   | 1,70 m (5′ 7″)    | Tarija            | 19 de diciembre de 1979 (45 años)  |
| 15                             | Mario Lorenzetty               | B                 |                   |                   |                   |                                    |
| 25                             | Kyle Madison                   | B, A              |                   | 1,96 m (6′ 5″)    |                   | 2 de diciembre de 1987 (37 años)   |
| 43                             | Ángel Ojopi Ojopi              | P                 |                   | 2,00 m (6′ 7″)    | Beni              | 28 de julio de 1983 (41 años)      |
| 77                             | Fernando Sebastián Pacheco     |                   |                   |                   | Tarija            | 29 de agosto de 1996 (28 años)     |
|                                | Rodolfo Castellanos            |                   |                   |                   |                   |                                    |
|                                | Jose Isaac Flores García       |                   |                   |                   |                   | 07 de septiembre de 1992 (32 años) |
|                                | Pablo Rodríguez                |                   |                   |                   |                   |                                    |
|                                | Walter Ruiz                    | A                 |                   | 1,72 m (5′ 8″)    | Santa Cruz        | 17 de agosto de 1987 (37 años)     |
|                                | Esteban Barja                  |                   |                   |                   |                   |                                    |
|                                | Genaro Vaca Ibarra             |                   |                   |                   | Tarija            | 13 de enero de 1989 (36 años)      |
|                                | Igor Vargas                    |                   |                   |                   |                   |                                    |
| Entrenador: Fernando Veramendy |                                |                   |                   |                   |                   |                                    |

### Primera Fase
El torneo inició el 17 de octubre con un nuevo formato con los 12 clubes participantes.
Los 2 clubes ascendidos al segundo torneo de la Libobásquet fueron: Derecho de Oruro y Universidad San Andrés de La Paz.
A su vez el club de Universidad Católica Boliviana (UCB) de Cochabamba cedió su cupo al club La Salle de Cochabamba.
Se conformaron los 2 grupos para la primera fase.
El fixture se aprobó con los 12 clubes.

#### Grupo A
| Equipo                   | PJ | PG | PP | CF  | CC  | DIF | Pts |
| ------------------------ | -- | -- | -- | --- | --- | --- | --- |
| La Salle (Tarija)        | 10 | 8  | 2  | 789 | 727 | +62 | 18  |
| Universidad (Santa Cruz) | 10 | 7  | 3  | 833 | 795 | +38 | 17  |
| San Simón (Cochabamba)   | 10 | 6  | 4  | 918 | 857 | +61 | 16  |
| Derecho (Oruro)          | 10 | 4  | 6  | 856 | 849 | +7  | 14  |
| Pichincha (Potosí)       | 10 | 3  | 7  | 794 | 872 | -78 | 13  |
| Bolmar (La Paz)          | 10 | 2  | 8  | 771 | 861 | -90 | 12  |

|  |                                                       |
|  | Clasificados a los Play-offs por tener mejor puntaje. |

| San Simón   | 72 – 76 | La Salle (T) | Jose Casto Méndez       | 17 de octubre | 20:00 |
| Universidad | 91 – 77 | Derecho      | Gilberto Pareja         | 19 de octubre | 20:00 |
| Bolmar      | 77 – 69 | Pichincha    | Julio Borelli Viteritto | 20 de octubre | 20:00 |

| La Salle (T) | 71 – 69 | Derecho     | Luis Parra              | 24 de octubre | 20:00 |
| Bolmar       | 68 – 74 | Universidad | Julio Borelli Viteritto | 24 de octubre | 20:00 |
| Pichincha    | 69 – 81 | San Simón   | Ciudad de Potosí        | 24 de octubre | 20:00 |

| San Simón | 103 – 104 | Universidad  | Grover Suárez        | 26 de octubre   | 11:00 |
| Derecho   | 110 – 102 | Bolmar       | Eduardo Leclere Polo | 28 de octubre   | 20:00 |
| Pichincha | 79 – 82   | La Salle (T) | Ciudad de Potosí     | 18 de noviembre | 20:00 |

| Derecho     | 84 – 92 | San Simón    | Eduardo Leclere Polo    | 31 de octubre | 20:00 |
| Universidad | 88 – 69 | Pichincha    | Gilberto Pareja         | 31 de octubre | 20:00 |
| Bolmar      | 87 – 90 | La Salle (T) | Julio Borelli Viteritto | 31 de octubre | 20:00 |

| La Salle (T) | 70 – 57 | Universidad | Luis Parra      | 2 de noviembre | 20:00 |
| San Simón    | 79 – 83 | Bolmar      | Grover Suárez   | 3 de noviembre | 20:00 |
| Pichincha    | 78 – 73 | Derecho     | 10 de noviembre | 4 de noviembre | 20:00 |

| La Salle (T) | 93 – 85 | San Simón   | Luis Parra           | 7 de noviembre | 20:00 |
| Derecho      | 85 – 86 | Universidad | Luis Lazzo Quinteros | 8 de noviembre | 20:00 |
| Pichincha    | 86 – 69 | Bolmar      | Ciudad de Potosí     | 8 de noviembre | 20:00 |

| Derecho     | 72 – 67  | La Salle (T) | Luis Lazzo Quinteros | 14 de noviembre | 20:00 |
| San Simón   | 110 – 97 | Pichincha    | Grover Suárez        | 14 de noviembre | 20:00 |
| Universidad | 81 – 69  | Bolmar       | Gilberto Pareja      | 14 de noviembre | 20:30 |

| La Salle (T) | 94 – 65 | Pichincha | Luis Parra              | 21 de noviembre | 20:00 |
| Universidad  | 85 – 86 | San Simón | Gilberto Pareja         | 22 de noviembre | 20:30 |
| Bolmar       | 75 – 89 | Derecho   | Julio Borelli Viteritto | 23 de noviembre | 11:00 |

| San Simón    | 105 – 94 | Derecho     | Grover Suárez    | 29 de noviembre | 20:00 |
| Pichincha    | 100 – 95 | Universidad | Ciudad de Potosí | 29 de noviembre | 20:00 |
| La Salle (T) | 78 – 69  | Bolmar      | Luis Parra       | 30 de noviembre | 20:00 |

| Universidad | 72 – 68  | La Salle (T) | Gilberto Pareja                 | 5 de diciembre | 20:00 |
| Derecho     | 103 – 82 | Pichincha    | Luis Lazzo Quinteros            | 5 de diciembre | 20:00 |
| Bolmar      | 72 – 104 | San Simón    | Universidad Mayor de San Andrés | 6 de diciembre | 20:00 |

#### Grupo B
| Equipo                | PJ | PG | PP | CF  | CC  | DIF  | Pts |
| --------------------- | -- | -- | -- | --- | --- | ---- | --- |
| La Salle (Cochabamba) | 10 | 8  | 2  | 969 | 863 | +106 | 18  |
| Amistad (Sucre)       | 10 | 8  | 2  | 928 | 771 | +157 | 18  |
| Peñarol (Quillacollo) | 10 | 8  | 2  | 879 | 813 | +66  | 18  |
| CAN (Oruro)           | 10 | 4  | 6  | 786 | 851 | -65  | 14  |
| Vikingos (Tarija)     | 10 | 1  | 9  | 768 | 845 | -77  | 11  |
| UMSA (La Paz)         | 10 | 1  | 9  | 748 | 935 | -187 | 11  |

|  |                                                       |
|  | Clasificados a los Play-offs por tener mejor puntaje. |

| Vikingos | 72 – 90  | La Salle (C) | Luis Parra              | 17 de octubre | 20:00 |
| Amistad  | 124 – 78 | UMSA         | Polideportivo Garcilazo | 17 de octubre | 20:00 |
| CAN      | 79 – 81  | Peñarol      | Coliseo CAN             | 17 de octubre | 20:00 |

| CAN          | 91 – 69 | Vikingos | Coliseo CAN   | 24 de octubre | 20:00 |
| La Salle (C) | 81 – 85 | Amistad  | Grover Suárez | 24 de octubre | 20:00 |
| Peñarol      | 89 – 73 | UMSA     | Max Fernández | 25 de octubre | 21:00 |

| Vikingos | 70 – 75 | Amistad      | Luis Parra              | 26 de octubre | 20:00 |
| UMSA     | 66 – 82 | CAN          | Julio Borelli Viteritto | 27 de octubre | 20:00 |
| Peñarol  | 95 – 83 | La Salle (C) | Max Fernández           | 28 de octubre | 21:00 |

| Vikingos     | 92 – 62   | UMSA    | Luis Parra              | 31 de octubre | 19:00 |
| Amistad      | 94 – 74   | Peñarol | Polideportivo Garcilazo | 31 de octubre | 20:00 |
| La Salle (C) | 119 – 106 | CAN     | Grover Suárez           | 31 de octubre | 20:00 |

| CAN     | 70 – 84 | Amistad      | Luis Lazzo Quinteros    | 3 de noviembre | 20:00 |
| Peñarol | 76 – 62 | Vikingos     | Max Fernández           | 3 de noviembre | 21:00 |
| UMSA    | 83 – 93 | La Salle (C) | Julio Borelli Viteritto | 4 de noviembre |       |

| Peñarol      | 99 – 70 | CAN      | Max Fernández                   | 7 de noviembre | 21:00 |
| UMSA         | 74 – 86 | Amistad  | Universidad Mayor de San Andrés | 8 de noviembre | 20:30 |
| La Salle (C) | 87 – 84 | Vikingos | Grover Suárez                   | 8 de noviembre | 20:30 |

| Vikingos | 65 – 75 | CAN          | Luis Parra                      | 14 de noviembre | 20:30 |
| Amistad  | 78 – 94 | La Salle (C) | Polideportivo Garzilazo         | 15 de noviembre | 20:00 |
| UMSA     | 79 – 92 | Peñarol      | Universidad Mayor de San Andrés | 15 de noviembre | 20:30 |

| CAN          | 70 – 61  | UMSA     | Luis Lazzo Quinteros    | 21 de noviembre | 20.00 |
| La Salle (C) | 101 – 87 | Peñarol  | Grover Suárez           | 21 de noviembre | 20:30 |
| Amistad      | 102 – 89 | Vikingos | Polideportivo Garcilazo | 22 de noviembre | 20:00 |

| UMSA    | 82 – 71 | Vikingos     |                      | 28 de noviembre | 20:00 |
| CAN     | 83 – 88 | La Salle (C) | Luis Lazzo Quinteros | 29 de noviembre | 20:00 |
| Peñarol | 81 – 78 | Amistad      | Max Fernández        | 29 de noviembre | 21:00 |

| La Salle (C) | 133 – 90 | UMSA    | Grover Suárez           | 5 de diciembre | 20:30 |
| Amistad      | 119 – 69 | CAN     | Polideportivo Garcilazo | 6 de diciembre | 20:30 |
| Vikingos     | 94 – 105 | Peñarol | Luis Parra              | 6 de diciembre | 20:30 |

#### Equipos igualados en puntos
| Equipo                | PJ | PG | PP | CF  | CC  | DIF | Pts |
| --------------------- | -- | -- | -- | --- | --- | --- | --- |
| La Salle (Cochabamba) | 4  | 2  | 0  | 357 | 346 | +11 | 6   |
| Amistad (Sucre)       | 4  | 2  | 0  | 336 | 328 | +8  | 6   |
| Peñarol (Quillacollo) | 4  | 2  | 0  | 337 | 356 | -19 | 6   |

- La Salle (C) y Amistad avanzan como primer y segundo por mejor diferencia de cesto entre equipos igualados en puntos.

### Fase Final
La segunda fase de la segunda versión de la Libobásquet se jugó bajo el sistema play-offs. con los 4 semifinalistas

### Cuadro
|  | Semifinales          | Semifinales          | Semifinales          |              |    | Finales               | Finales               | Finales               |  |
|  | 9 al 13 de diciembre | 9 al 13 de diciembre | 9 al 13 de diciembre |              |    | 16 al 19 de diciembre | 16 al 19 de diciembre | 16 al 19 de diciembre |  |
|  |                      |                      |                      |              |    |                       |                       |                       |  |
|  |                      |                      |                      |              |    |                       |                       |                       |  |
|  | 1A                   | La Salle (T)         | 2                    |              |    |                       |                       |                       |  |
|  | 1A                   | La Salle (T)         | 2                    |              |    |                       |                       |                       |  |
|  | 2B                   | Amistad              | 1                    |              |    |                       |                       |                       |  |
|  | 2B                   | Amistad              | 1                    |              | 1A | La Salle (T)          | 2                     |                       |  |
|  |                      |                      |                      |              | 1A | La Salle (T)          | 2                     |                       |  |
|  |                      |                      | 1B                   | La Salle (C) | 0  |                       |                       |                       |  |
|  | 2A                   | Universidad          | 1B                   | La Salle (C) | 0  | 1                     |                       |                       |  |
|  | 2A                   | Universidad          |                      |              |    | 1                     |                       |                       |  |
|  | 1B                   | La Salle (C)         | 2                    |              |    |                       |                       |                       |  |
|  | 1B                   | La Salle (C)         | 2                    |              |    |                       |                       |                       |  |
|  |                      |                      |                      |              |    |                       |                       |                       |  |

#### Semifinales
La Salle (T) vs Amistad
| 9 de diciembre, 20:00 | Amistad                               | 91–89   | La Salle (T) | Sucre                             |  |  |
|                       | Parciales: 24-23, 11-32, 27-18, 29-16 |         |              |                                   |  |  |
|                       |                                       | Reporte |              | Pabellón: Polideportivo Garcilazo |  |  |
| Serie: 1 - 0          |                                       |         |              |                                   |  |  |
|                       |                                       |         |              |                                   |  |  |

| 12 de diciembre, 20:00 | La Salle (T)                         | 78–55   | Amistad | Tarija               |  |  |
|                        | Parciales: 23-18, 13-6, 17-21, 25-10 |         |         |                      |  |  |
|                        |                                      | Reporte |         | Pabellón: Luis Parra |  |  |
| Serie: 1 - 1           |                                      |         |         |                      |  |  |
|                        |                                      |         |         |                      |  |  |

| 13 de diciembre, 20:00 | La Salle (T)                          | 70–69   | Amistad | Tarija               |  |  |
|                        | Parciales: 19-16, 14-12, 19-25, 18-16 |         |         |                      |  |  |
|                        |                                       | Reporte |         | Pabellón: Luis Parra |  |  |
| Serie: 2 - 1           |                                       |         |         |                      |  |  |
|                        |                                       |         |         |                      |  |  |

La Salle (C) vs Universidad
| 9 de diciembre, 20:30 | Universidad | 80–72 | La Salle (C) | Santa Cruz                |  |  |
|                       |             |       |              |                           |  |  |
|                       |             |       |              | Pabellón: Gilberto Pareja |  |  |
| Serie: 1 - 0          |             |       |              |                           |  |  |
|                       |             |       |              |                           |  |  |

| 12 de diciembre, 20:00 | La Salle (C)                          | 99–90 | Universidad | Cochabamba              |  |  |
|                        | Parciales: 19-21, 27-30, 32-21, 21-18 |       |             |                         |  |  |
|                        |                                       |       |             | Pabellón: Grover Suárez |  |  |
| Serie: 1 - 1           |                                       |       |             |                         |  |  |
|                        |                                       |       |             |                         |  |  |

| 13 de diciembre, 20:00 | La Salle (C)          | 117–82  | Universidad | Cochabamba              |  |  |
|                        | Parciales: -, -, -, - |         |             |                         |  |  |
|                        |                       | Reporte |             | Pabellón: Grover Suárez |  |  |
| Serie: 2 - 1           |                       |         |             |                         |  |  |
|                        |                       |         |             |                         |  |  |

#### Finales
La Salle (C) vs La Salle (T)
| 16 de diciembre, 20:00 | La Salle (T)                          | 79–73 | La Salle (C) | Tarija                                                                           |  |  |
|                        | Parciales: 20-26, 17-15, 25-15, 17-17 |       |              |                                                                                  |  |  |
|                        |                                       |       |              | Pabellón: Luis Parra Árbitros: * Juan Carlos Torrez * Pastor Cruz * Josue Guerra |  |  |
| Serie: 1 - 0           |                                       |       |              |                                                                                  |  |  |
|                        |                                       |       |              |                                                                                  |  |  |

| 19 de diciembre, 20:00 | La Salle (C)                          | 84–91   | La Salle (T) | Cochabamba              |  |  |
|                        | Parciales: 17-13, 28-28, 15-27, 24-23 |         |              |                         |  |  |
|                        |                                       | Reporte |              | Pabellón: Grover Suárez |  |  |
| Serie: 0 - 2           |                                       |         |              |                         |  |  |
|                        |                                       |         |              |                         |  |  |

### Tabla del Descenso
Para la tabla del descenso solamente se contaron los puntos del segundo campeonato puesto que hubo el incremento de 10 a 12 clubes respecto al primer torneo.
| Equipo                   | PJ | PG | PP | CF  | CC  | DIF  | Prom Pts | Prom Cestos |
| ------------------------ | -- | -- | -- | --- | --- | ---- | -------- | ----------- |
| Amistad (Sucre)          | 10 | 8  | 2  | 928 | 771 | +157 | 1.80     | 1.204       |
| La Salle (Cochabamba)    | 10 | 8  | 2  | 969 | 863 | +106 | 1.80     | 1.129       |
| Peñarol (Quillacollo)    | 10 | 8  | 2  | 879 | 813 | +66  | 1.80     | 1.081       |
| La Salle (Tarija)        | 10 | 8  | 2  | 789 | 727 | +62  | 1.80     | 1.085       |
| Universidad (Santa Cruz) | 10 | 7  | 3  | 833 | 795 | +38  | 1.70     | 1.048       |
| San Simón (Cochabamba)   | 10 | 6  | 4  | 918 | 857 | +61  | 1.60     | 1.071       |
| Derecho (Oruro)          | 10 | 4  | 6  | 856 | 849 | +7   | 1.40     | 1.008       |
| CAN (Oruro)              | 10 | 4  | 6  | 786 | 851 | -65  | 1.40     | 0.923       |
| Pichincha (Potosí)       | 10 | 3  | 7  | 794 | 872 | -78  | 1.30     | 0.910       |
| Bolmar (La Paz)          | 10 | 2  | 8  | 771 | 861 | -90  | 1.20     | 0.895       |
| Vikingos (Tarija)        | 10 | 1  | 9  | 768 | 845 | -77  | 1.10     | 0.909       |
| UMSA (La Paz)            | 10 | 1  | 9  | 748 | 935 | -187 | 1.10     | 0.800       |

|  |                                                                                     |
|  | Disputó el descenso indirecto contra el subcampeón de la LSBB 2014 que fue Unitepc. |
|  | Descendió de la Libobásquet.                                                        |

## Cronología
| Predecesor: - | Libobásquet 2014 | Sucesor: Libobásquet 2015 |

- Datos: Q60826082